# Église Saint-Martin de Pouillon
Pour les articles homonymes, voir Église Saint-Martin.
L'église Saint-Martin se situe sur la commune de Pouillon, dans le département français des Landes. La ville de Pouillon est une étape sur une voie secondaire du chemin de Saint-Jacques-de-Compostelle. L'église de Pouillon est inscrite au titre des Monuments historiques par arrêté du 23 décembre 1996. Elle se singularise par son chevet roman du XIe siècle et par l'architecture de ses absidioles du XIIe siècle.

## Historique
Une dédicace gravée sur une pierre de l’abside a été découverte dans ses combles en 1855. Elle permet de situer la construction de l’église Saint-Martin au XIe siècle, soit aux environs de 1045 ou de 1025, selon un examen plus approfondi.
À première vue, cette dédicace en latin dit : « Le deux des Ides de juin, dédicace de cet autel en l'honneur de saint Martin et de tous les saints par Raymond, archevêque d'Auch. » L'archevêque de la ville d'Auch qui était Raimond Copa, permet aux historiens de situer la date de consécration de l’église Saint-Martin aux alentours de 1045. Mais une étude plus approfondie semble démontrer que le mot latin qui se rapporte à Auch, a été ajouté ultérieurement. 

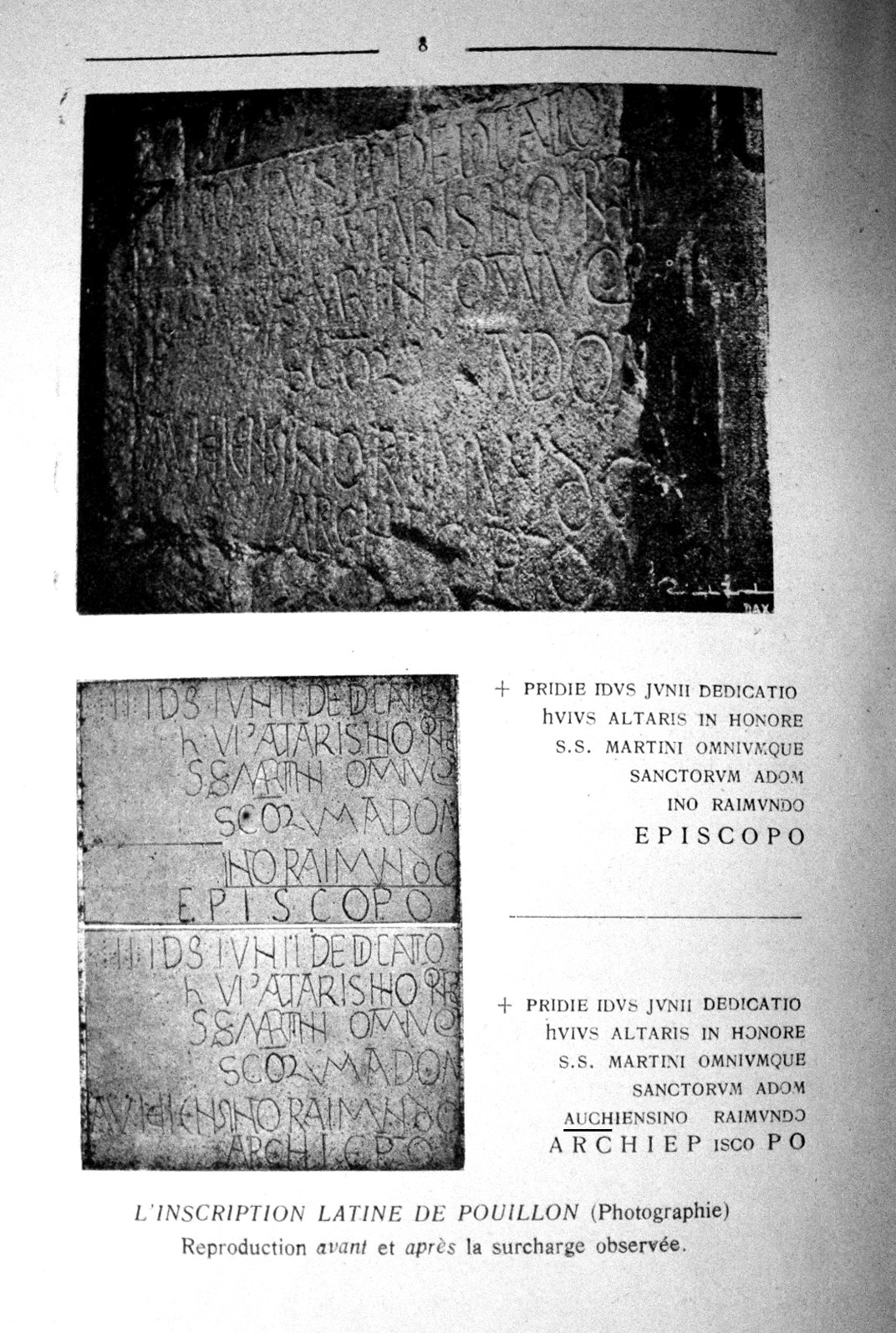
L'inscription latine de Pouillon

Pour être plus précis, 
« nous constatons un fait indiscutable, à savoir qu’il existe deux inscriptions superposées : la première, de l’époque romane, portant simplement « RAIMOND EVEQUE », l’autre portant « RAIMOND ARCHEVEQUE D’AUCH », apocryphe, due très vraisemblablement aux moines de Cagnotte, installés à Pouillon après la reconnaissance de l’église, au XVIe siècle... »
Selon l'auteur de cette étude, la consécration de l’église peut être attribuée à Raimond le Vieux ou à Raimond de Sentes, mais
« L’hypothèse la plus vraisemblable est donc que l’inscription primitive se rapporte à Raimond le Vieux, et qu’elle remonte aux environs de 1025, la construction de l’église étant, par la suite du début du XIe ou de la fin du Xe siècle.»
Jusqu’à ce jour, la deuxième inscription « efface » le nom et la mémoire d’un évêque devenu indésirable, d’un évêque accusé de simonie et défait par le pape en l’an 1058. Il possédait en propre six diocèses. Avant d’être écarté par le pape, Raimond le Vieux fut d’abord poursuivi par saint Austinde, évêque d’Auch, pour son caractère indépendant. La dédicace retrouvée dans les combles de l’église de Pouillon ne se rapporte pas seulement à l’édification et à l’histoire cette église, mais aussi à l’édification et à l’histoire de l’Église elle-même.
La construction de l'église Saint-Martin se poursuit et, au XIIe siècle, son abside apparaît avec deux absidioles prolongées par des collatéraux.
Au XIVe siècle, durant la guerre de Cent Ans, la nef et les collatéraux ont été fortifiés, comme l'attestent les albalatrières et créneaux visibles dans l'abside. Des réduits défensifs sont construits au-dessus des absidioles, ainsi qu’un chemin de ronde au-dessus de l’abside.
Il est probable que la nef et les collatéraux aient été incendiés durant les Guerres de Religion car, selon les archives paroissiales, ils ont été reconstruits et même voutés d'ogives aux XVIe siècle et au XVIIe siècle, par « les jurats de la paroisse, avec le concours du Seigneur de St Martin et de Lamothe ».

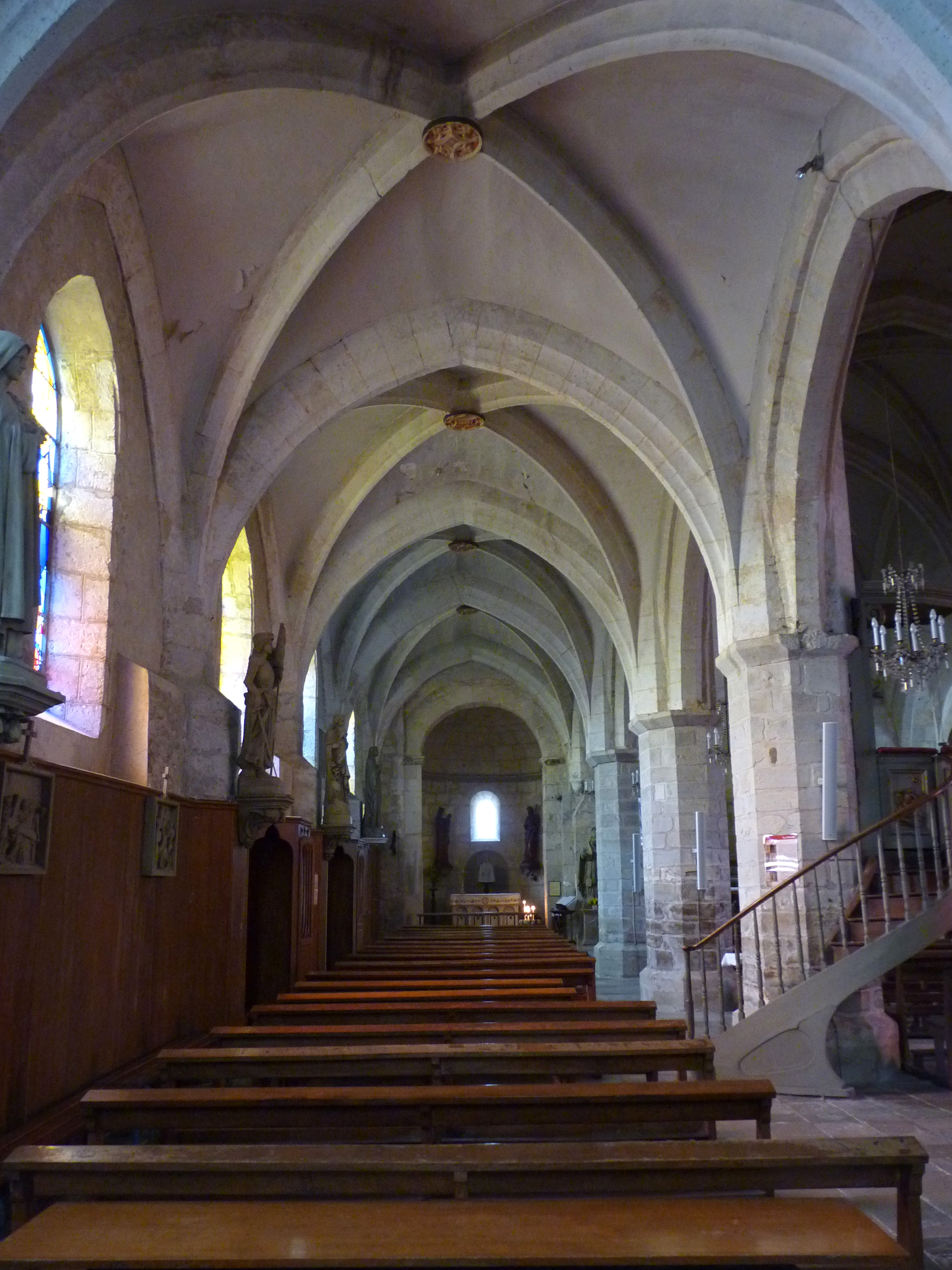
Le collatéral gauche
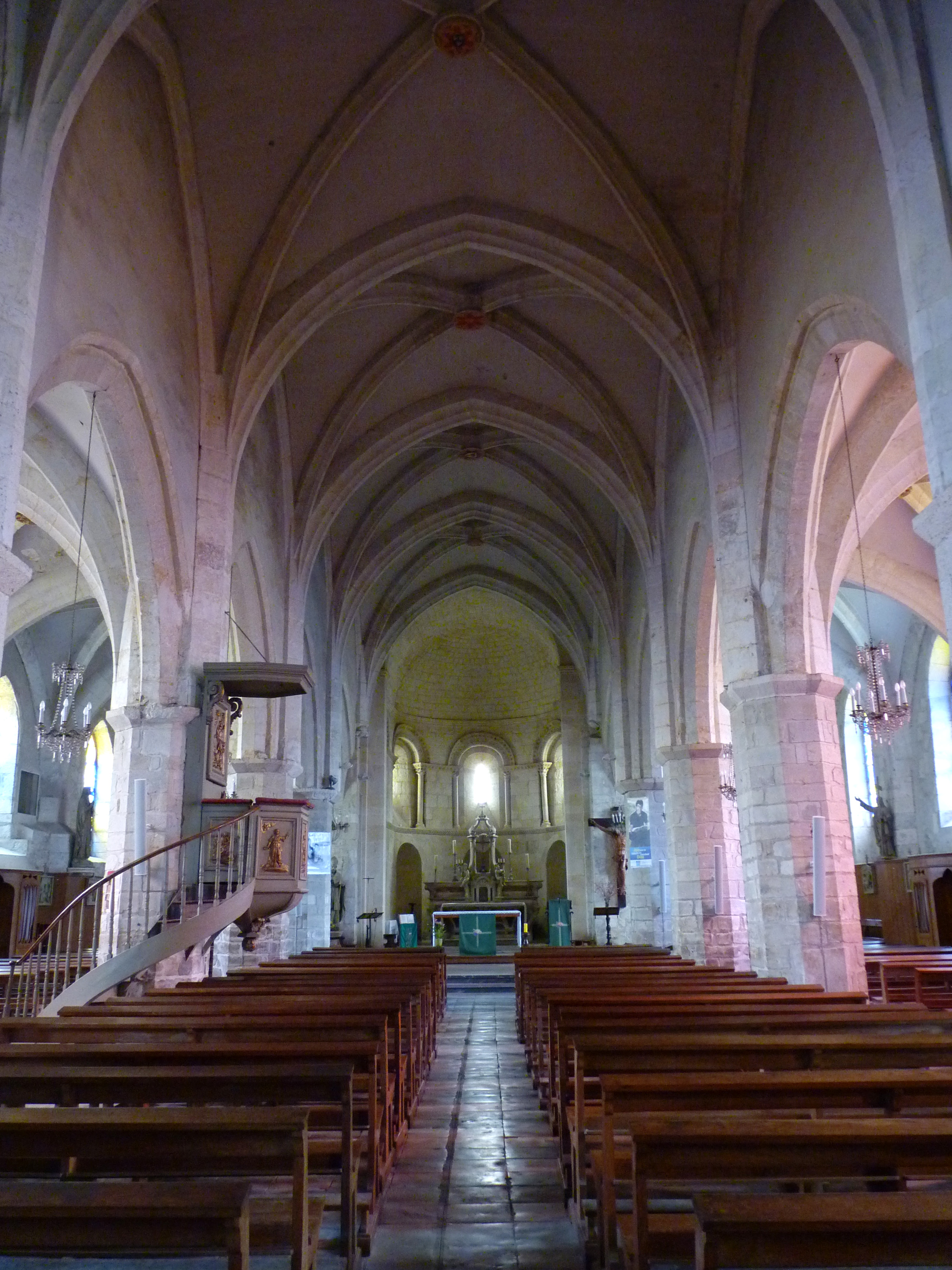
La nef
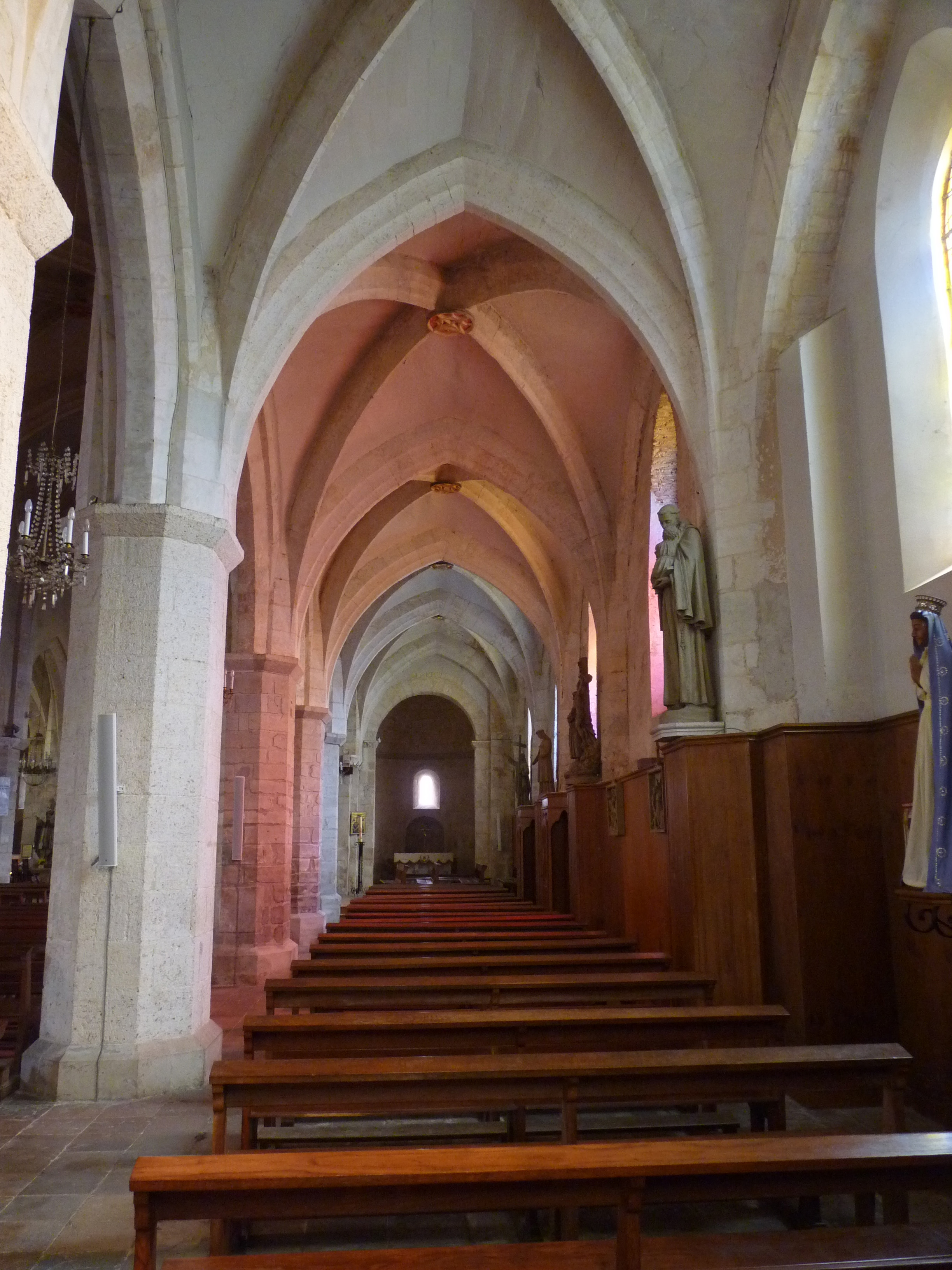
Le collatéral droit

Le maître-autel a été réalisé au XVIIIe siècle par les frères Mazetti.
L'église est achevée au XIXe siècle par l'architecte Loupot. Il ajoute deux travées à l'ouest et construit le clocher.
Les vitraux modernes ont été réalisés par un maître verrier de Tarbes, M. Letienne, sur des cartons de Mme Blanc-Subes de Saint-Pandelon. Ces vitraux qui illustrent les béatitudes, communiquent leurs couleurs à l'église. Ce phénomène est visible sur les photographies ci-dessus.

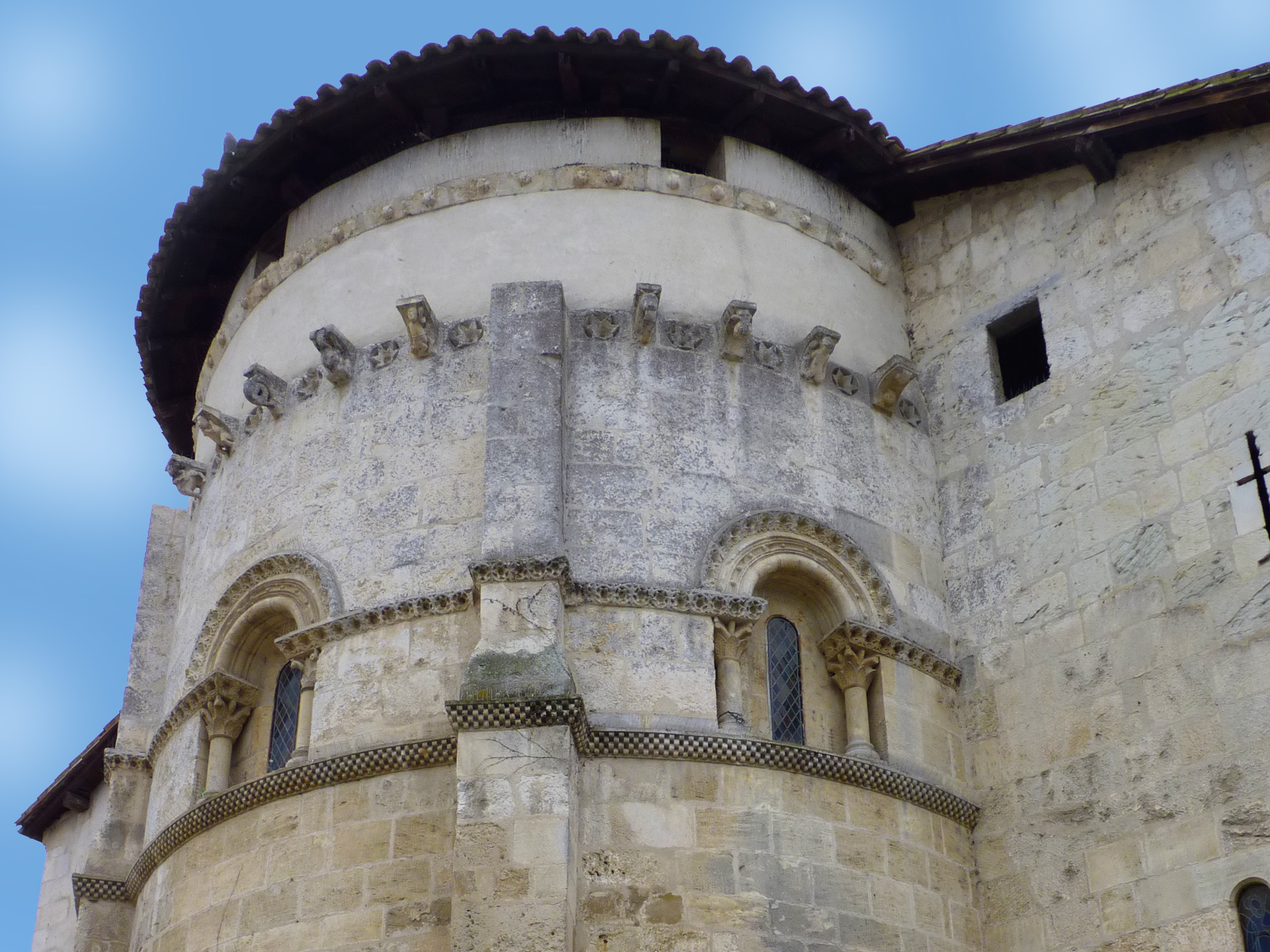
L'abside
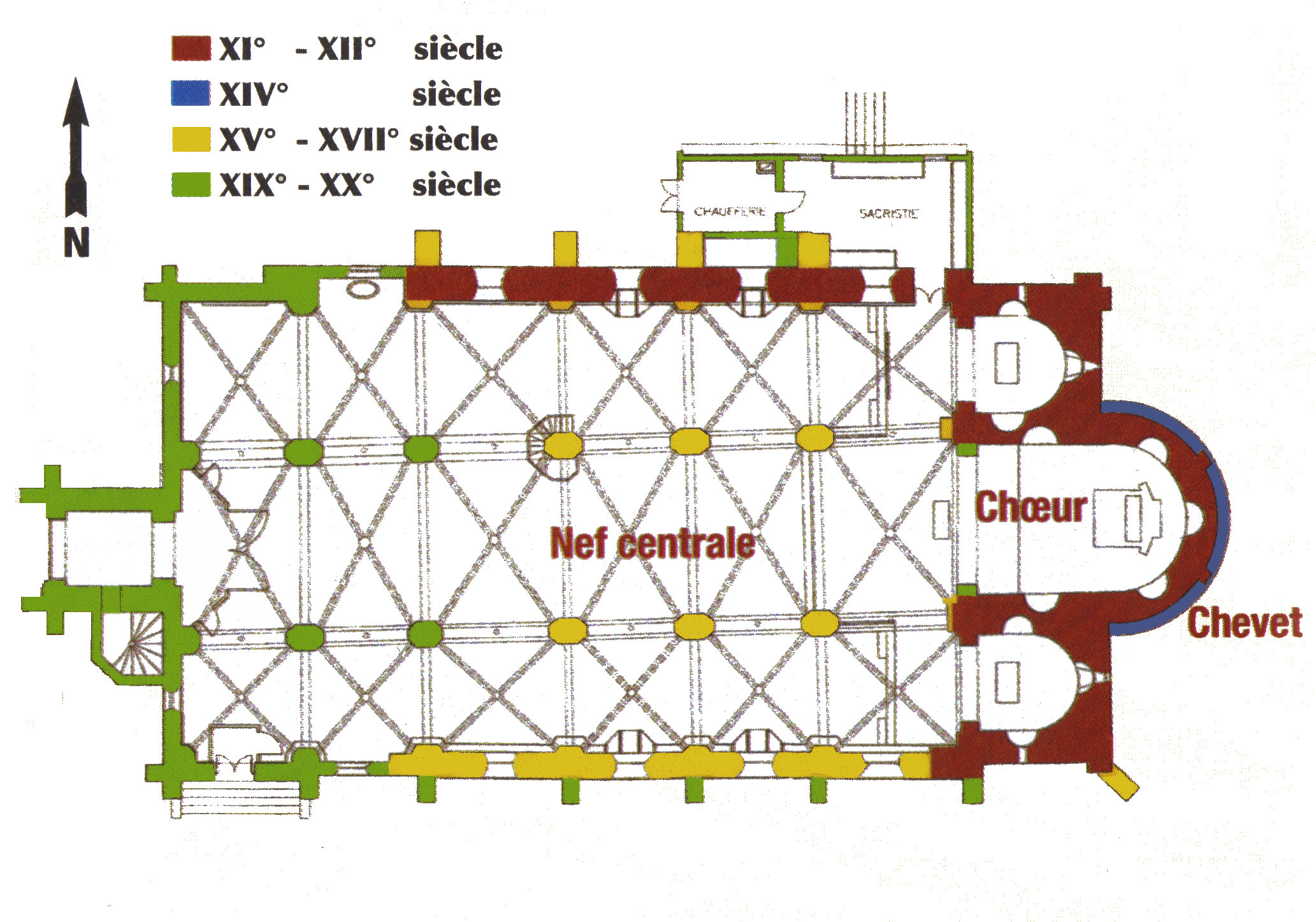
Plan de l'église
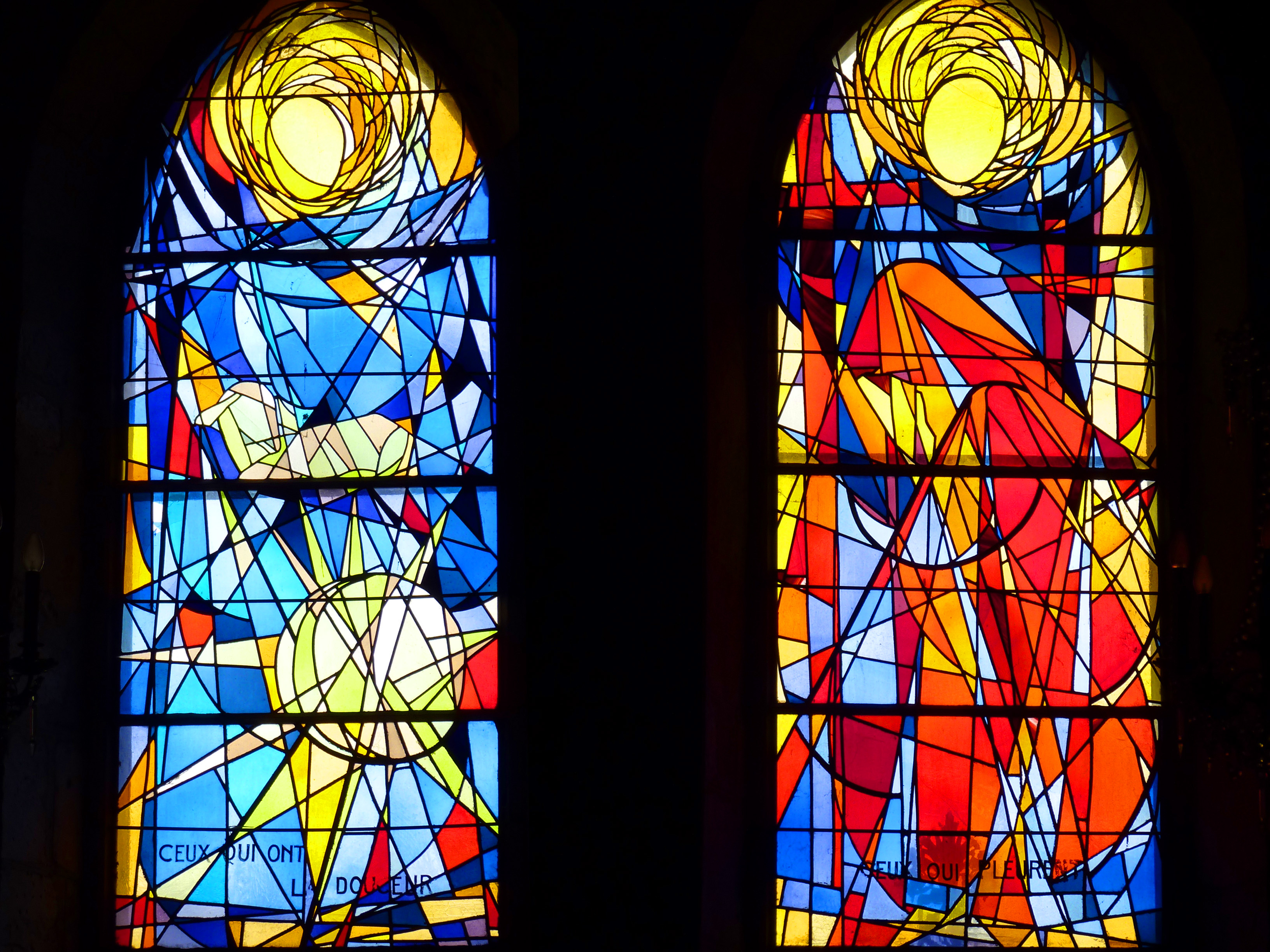
Deux vitraux
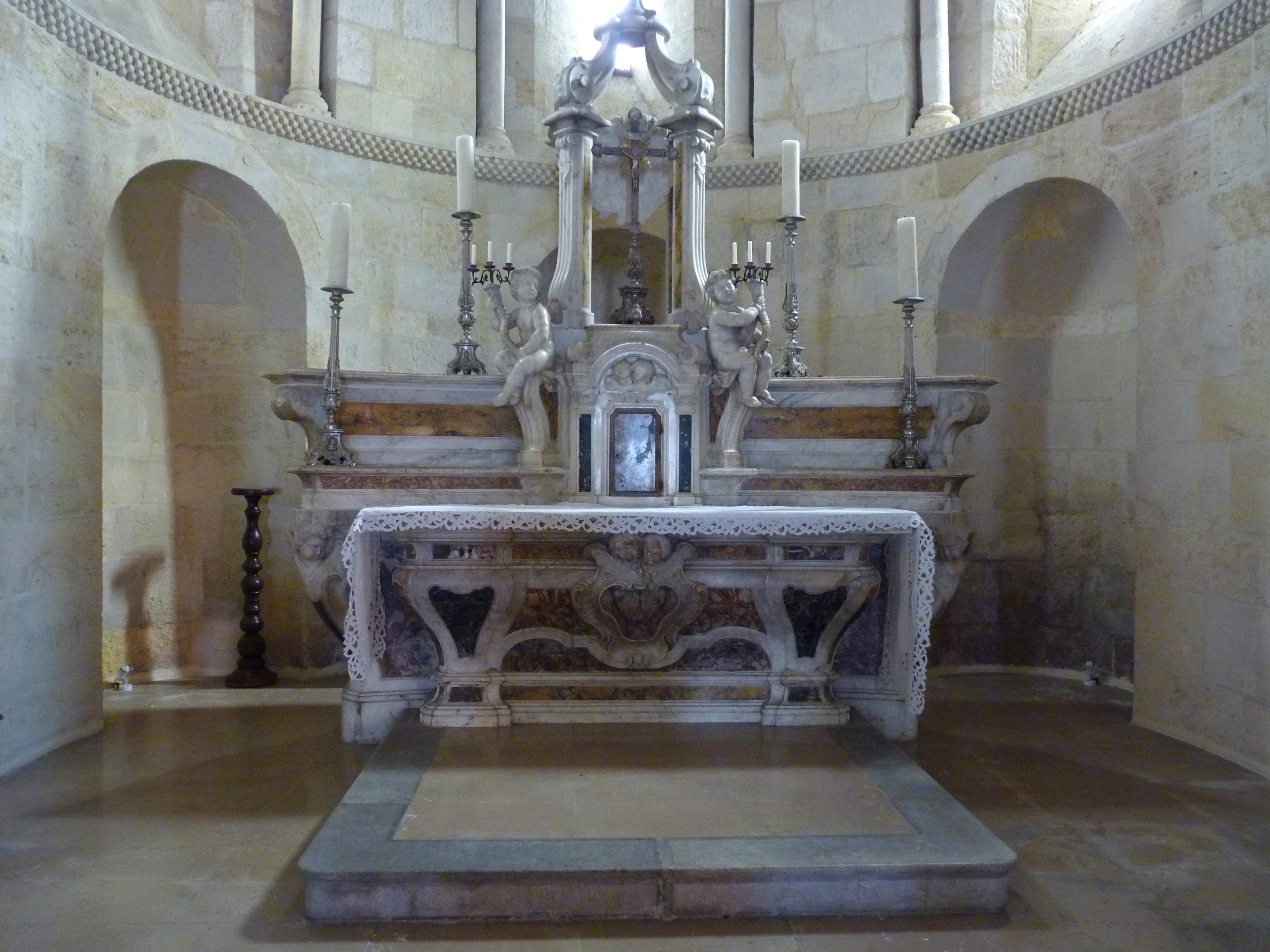
Le maître-autel
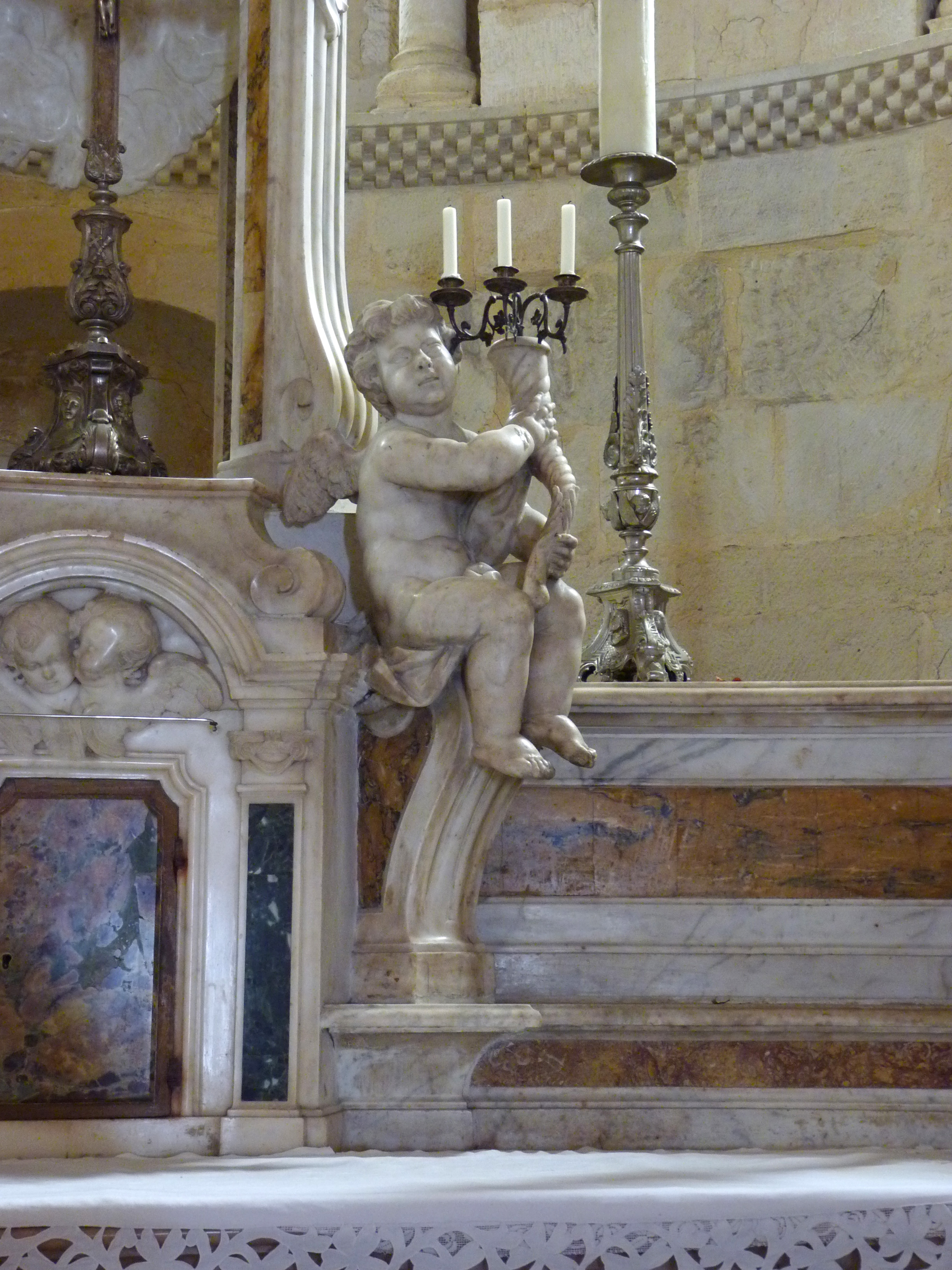
Un détail du maître-autel
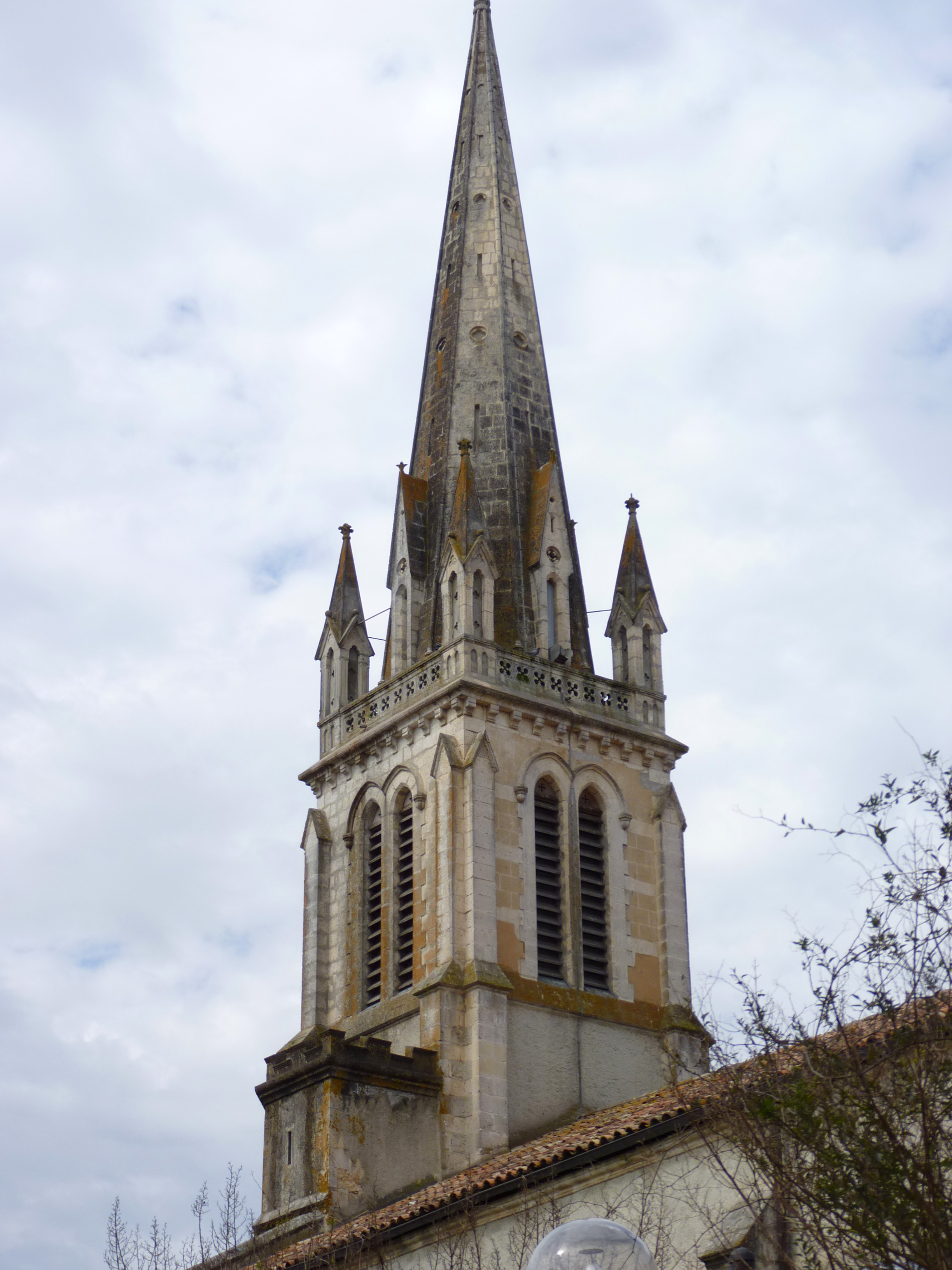
Le clocher

## Présentation

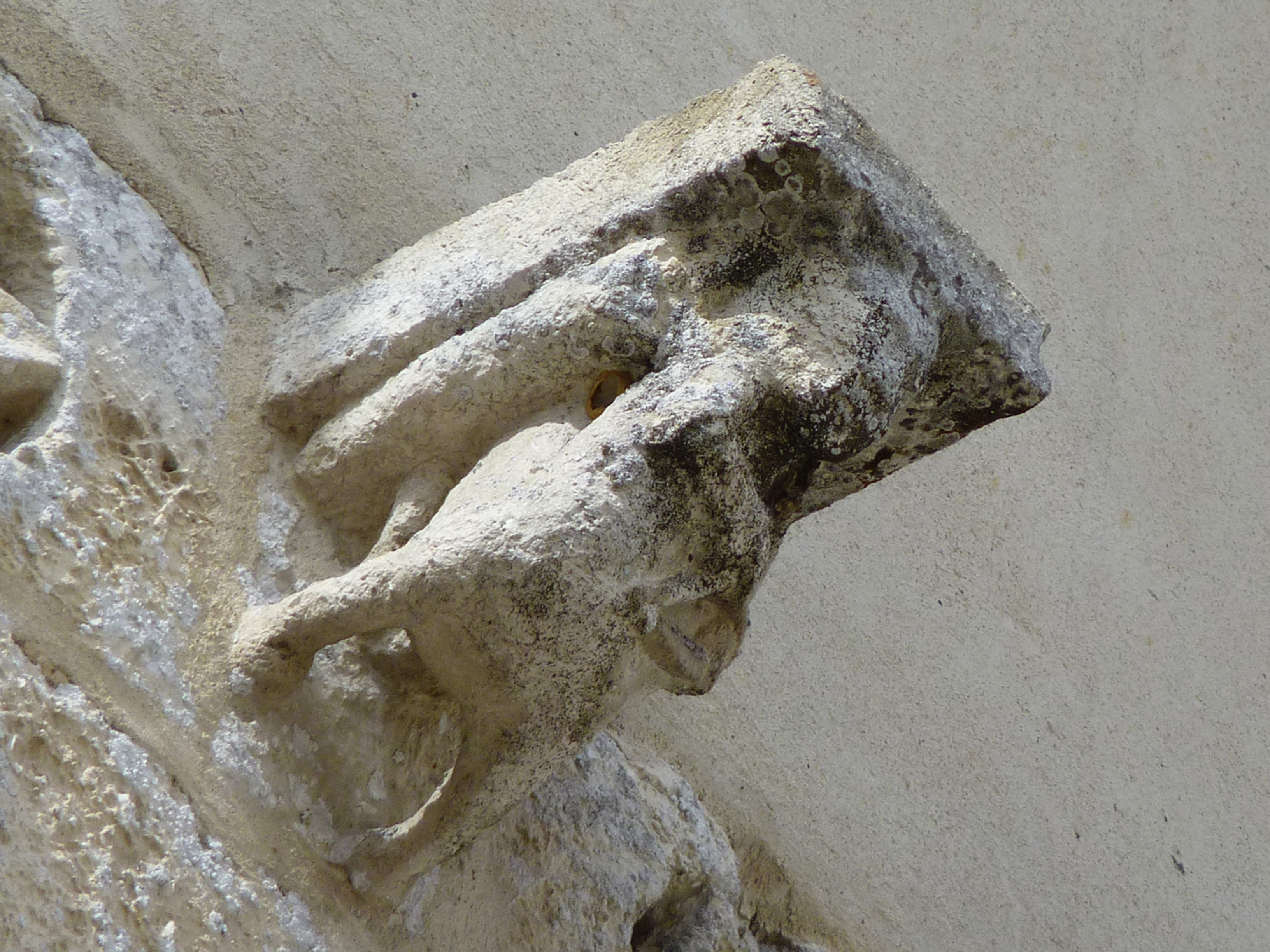
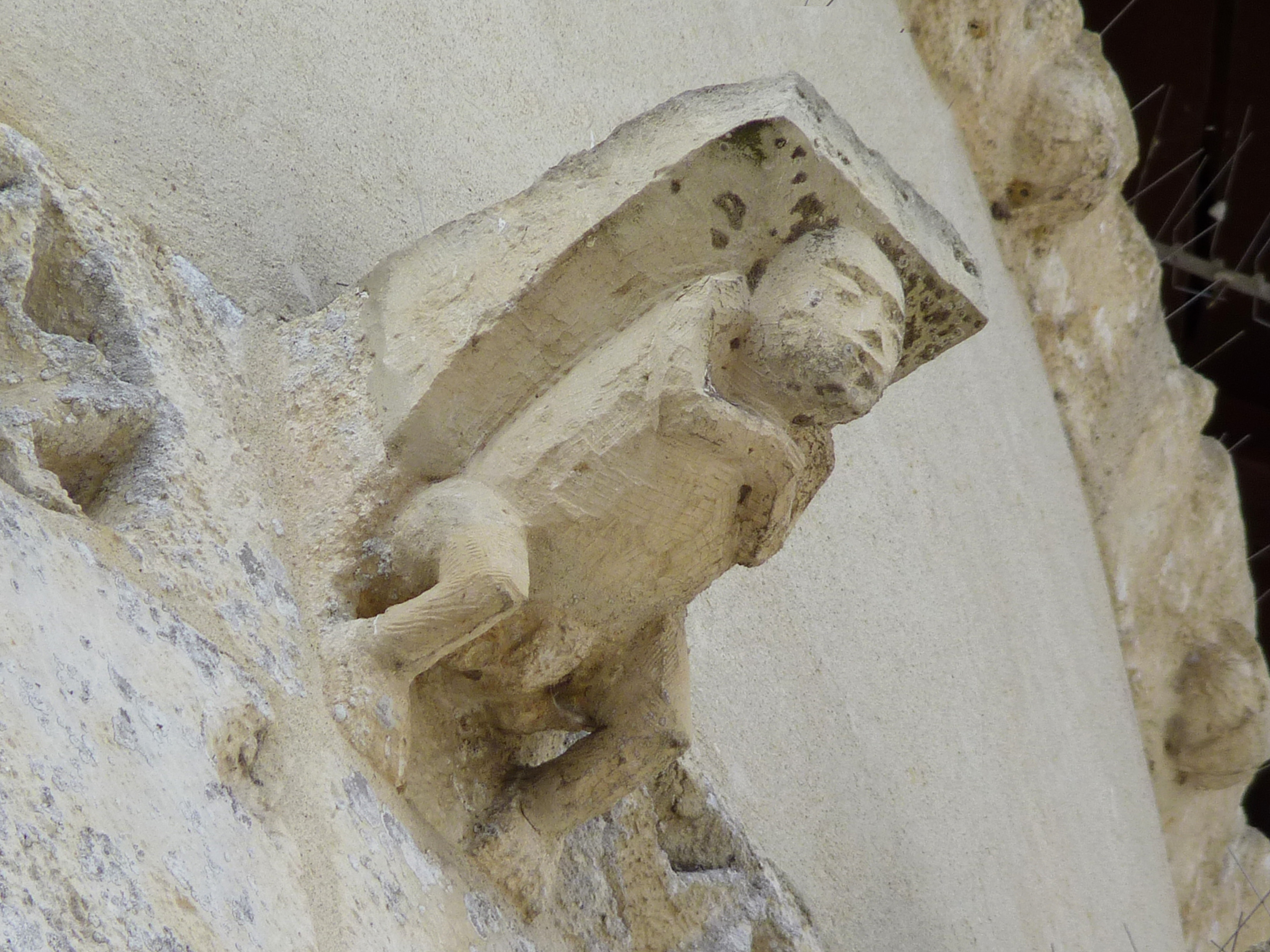
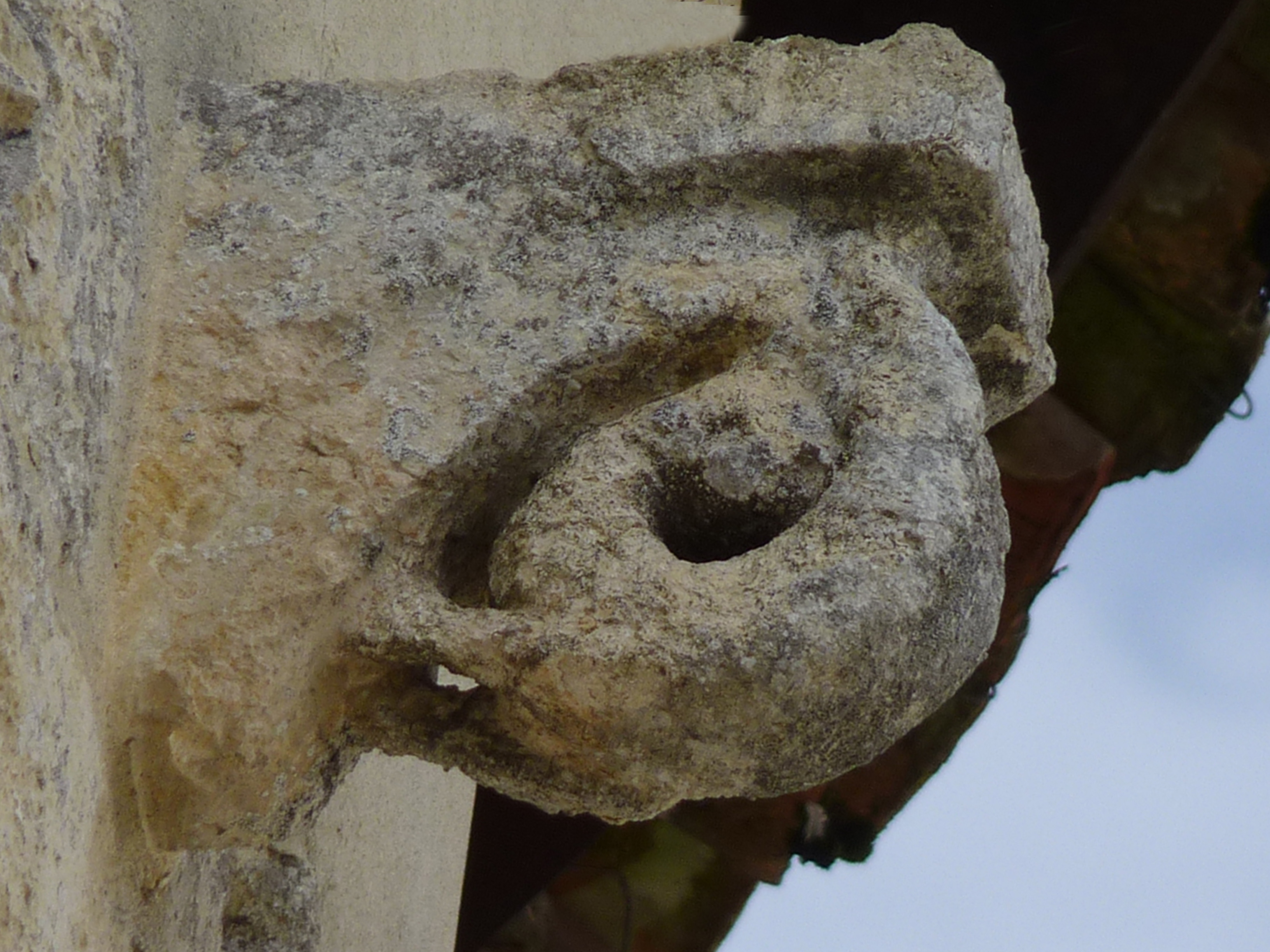
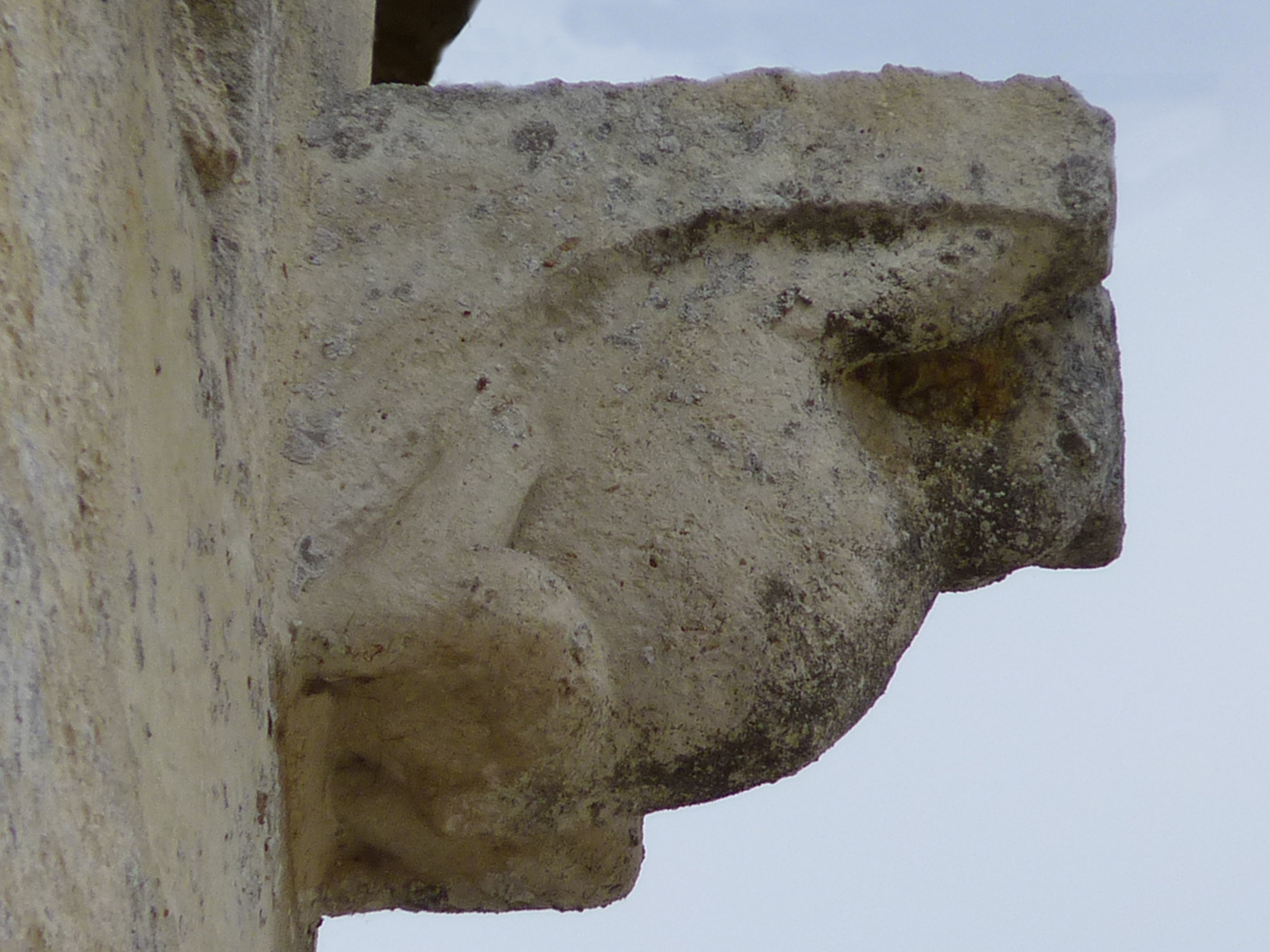
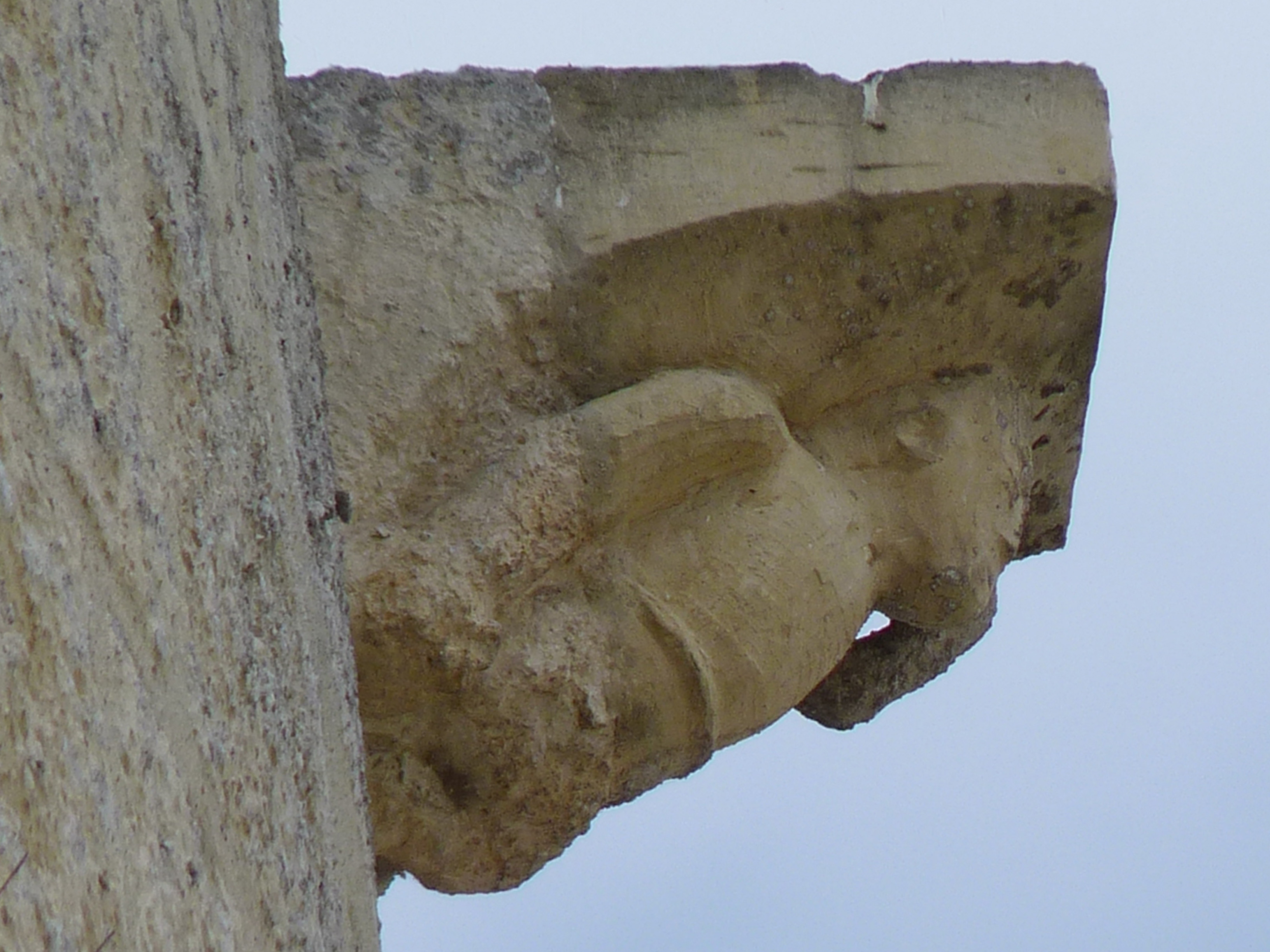

À l’extérieur, l’abside semi-circulaire se détache des deux murs plats des absidioles. L’abside romane a été rehaussée au XIVe siècle. La partie qui a été rehaussée, est enduite et ornée d’une frise d'inspiration romane ayant l’aspect d’un cerclage clouté. Les ouvertures les plus hautes desservent le chemin de ronde. À l’origine, treize modillons romans réunis par des motifs étoilés rejoignaient la toiture. Actuellement, ils délimitent la partie romane. 

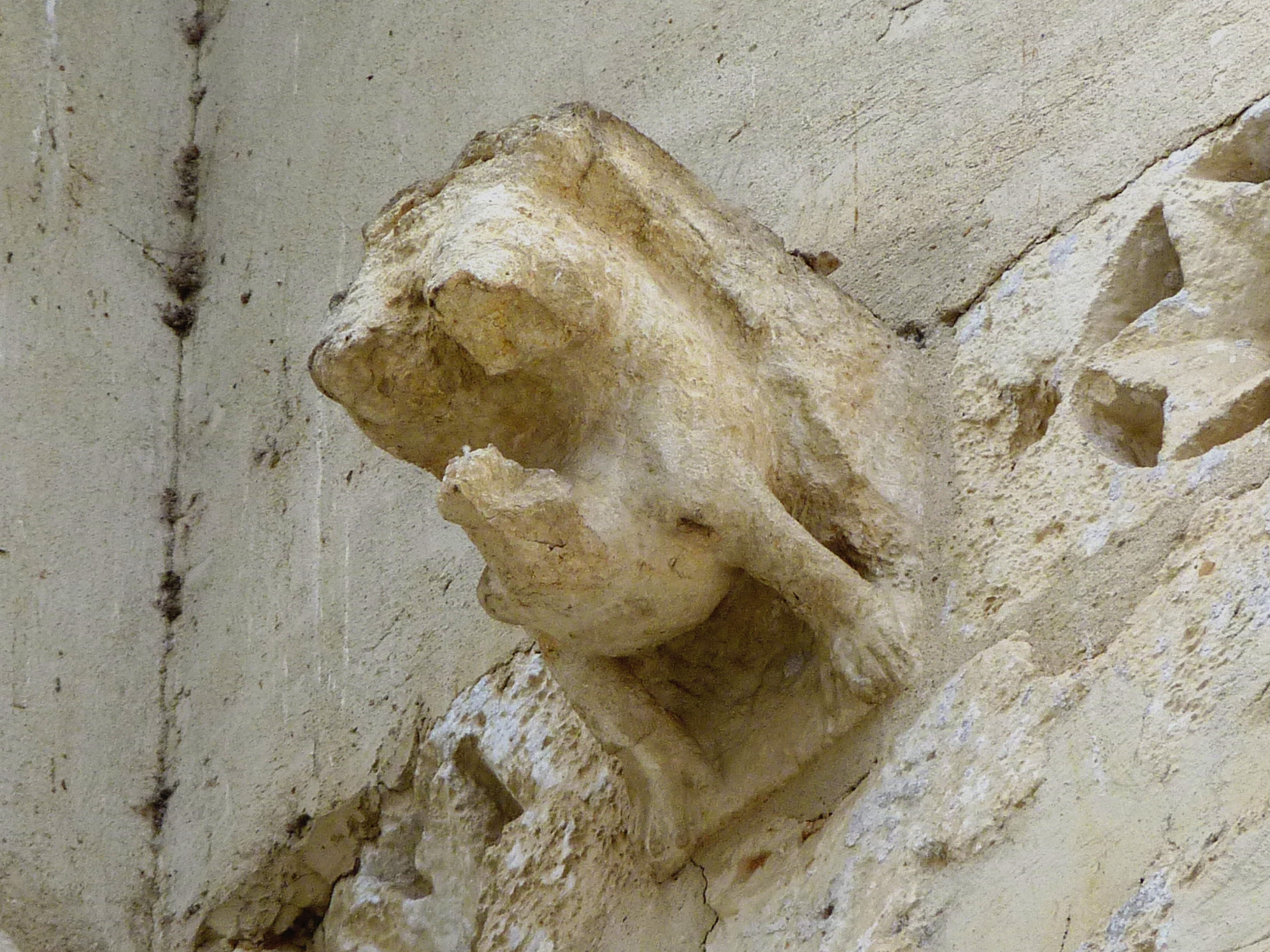
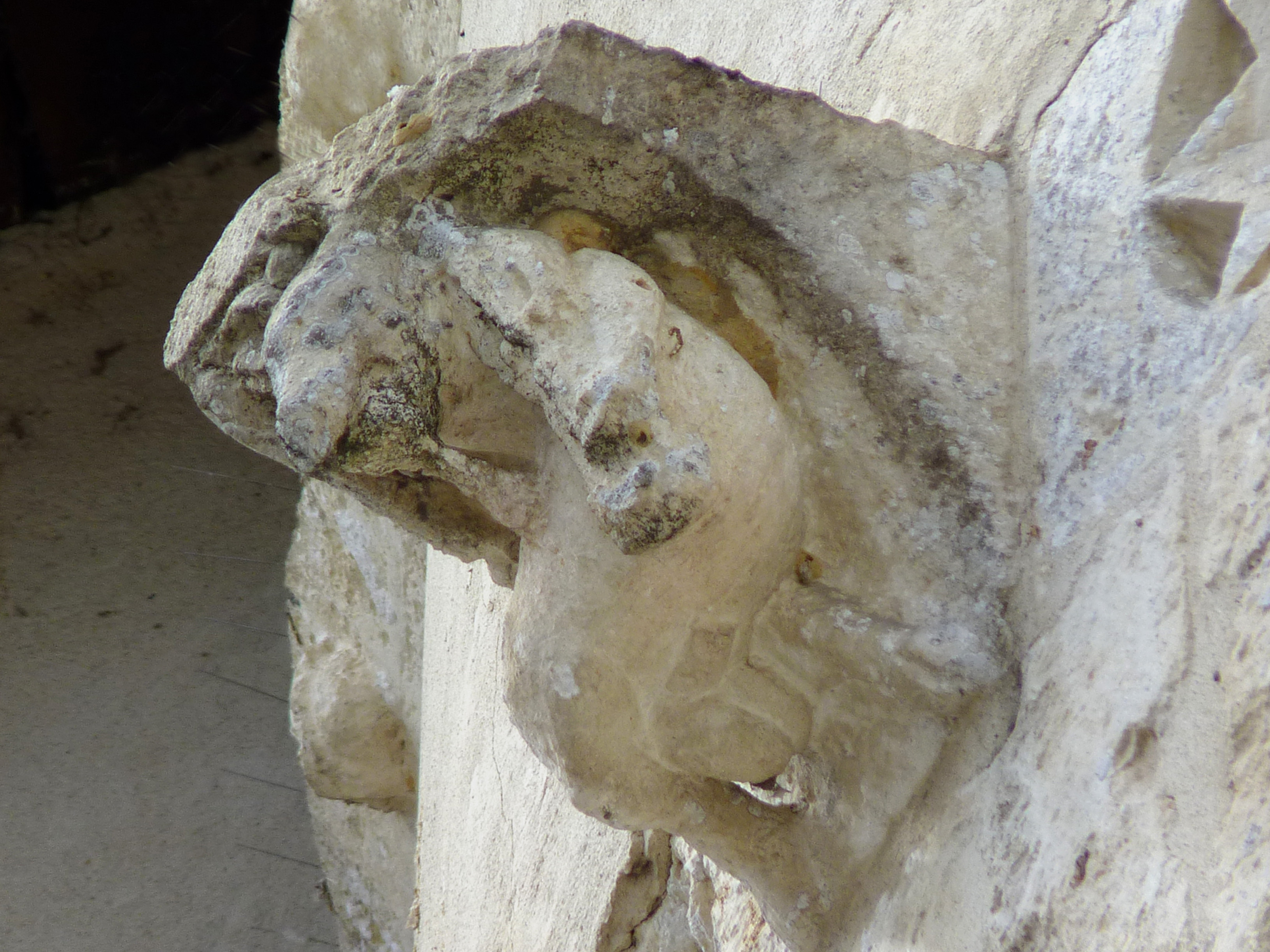
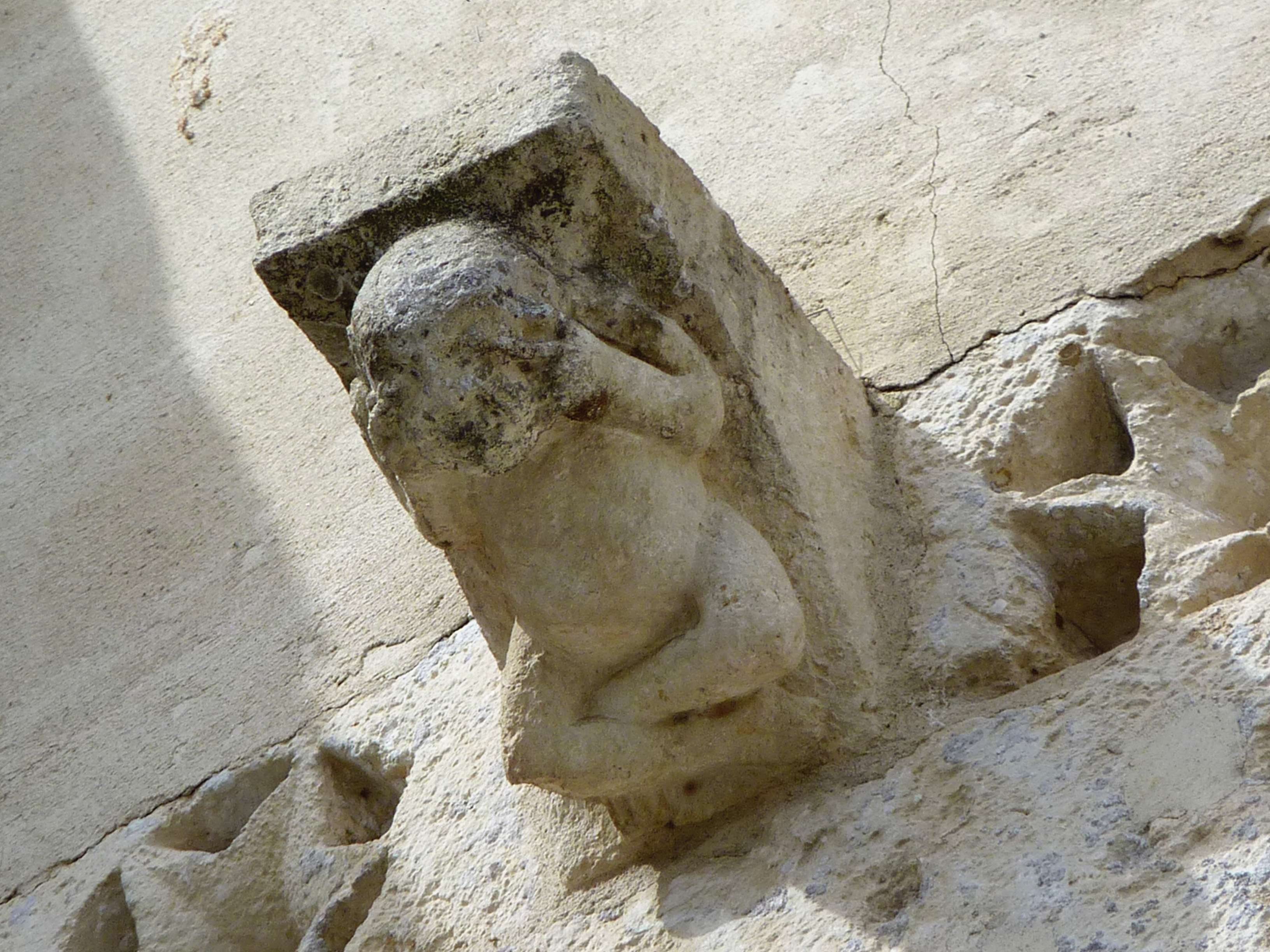
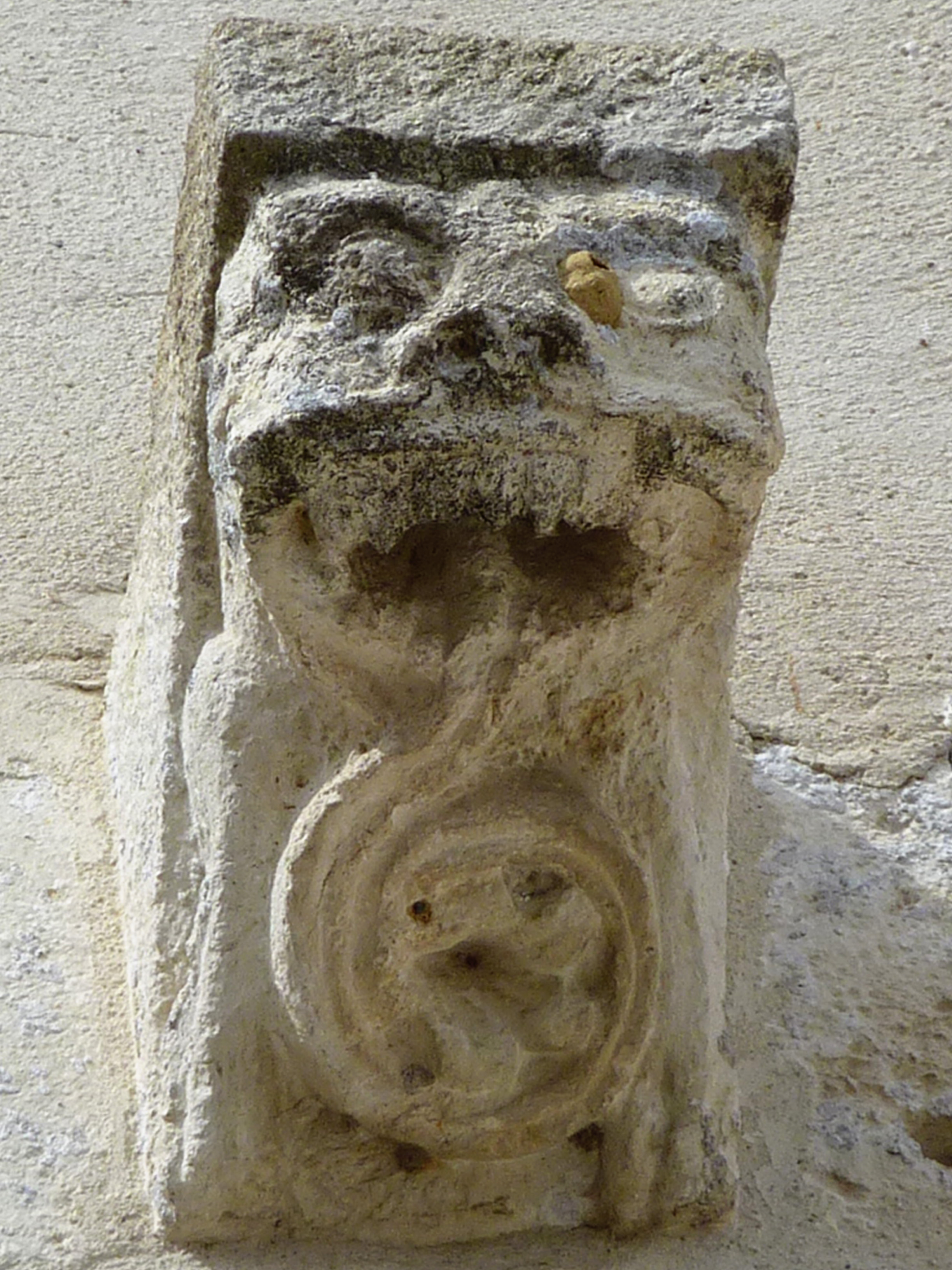

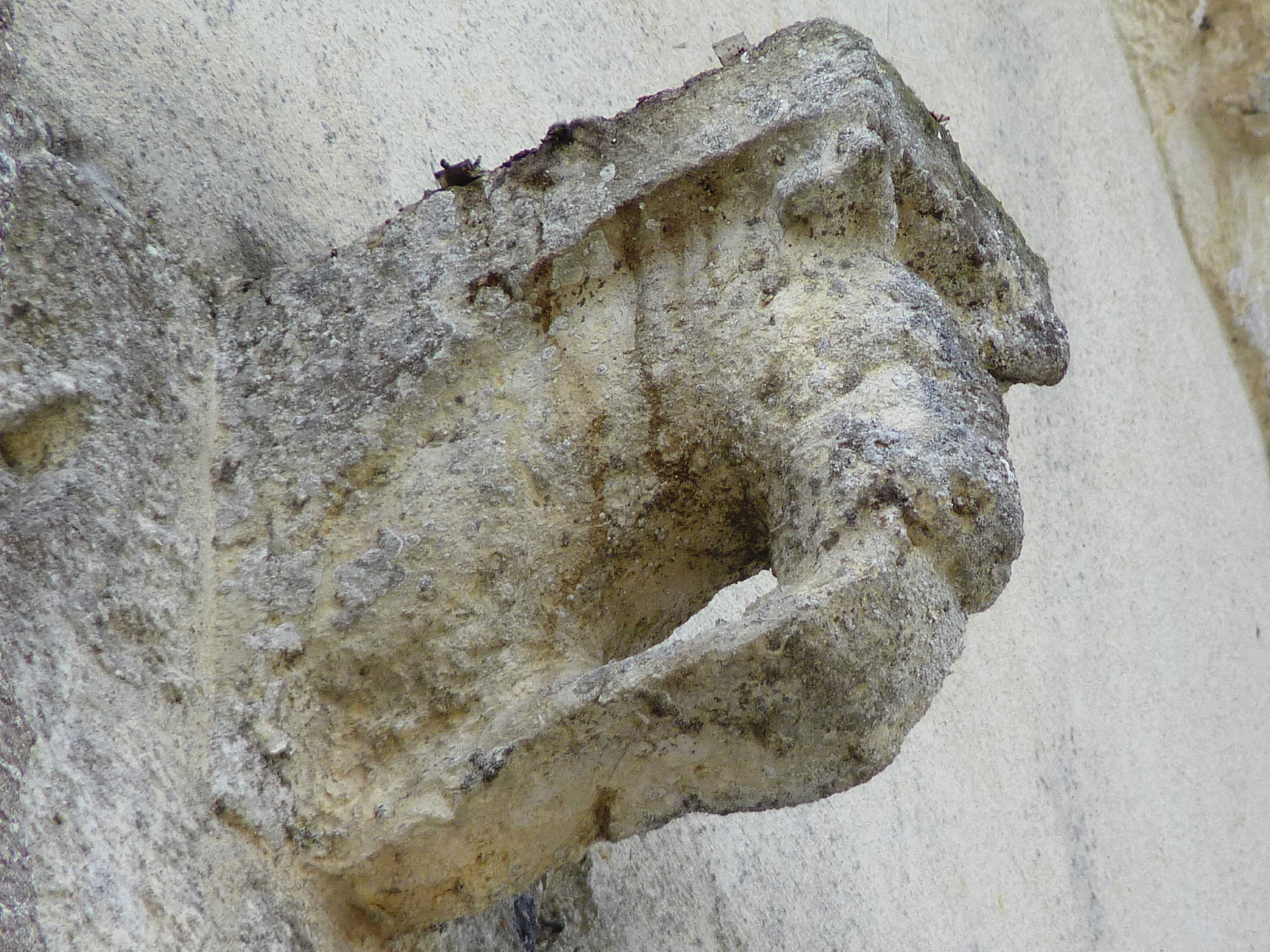
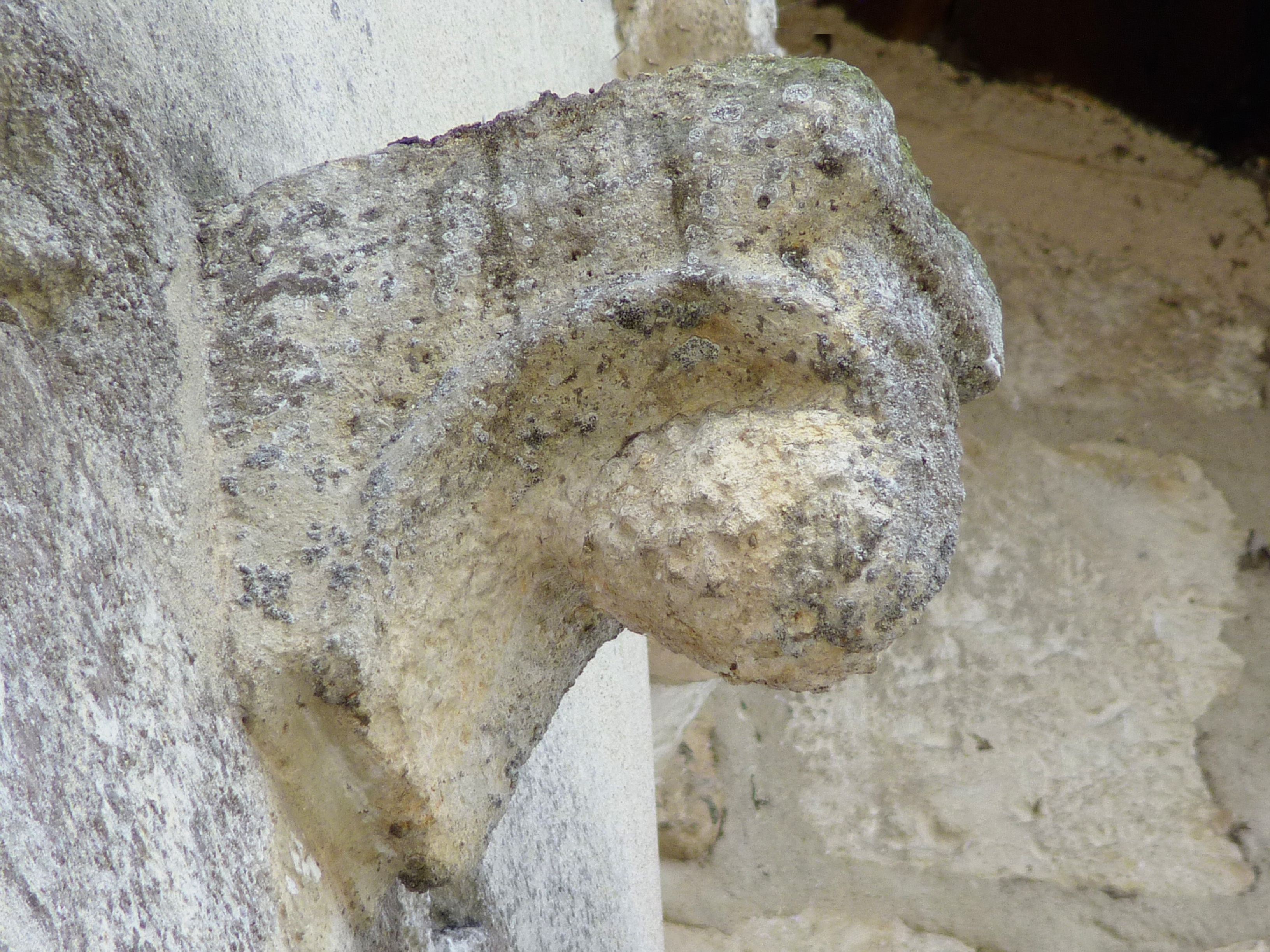
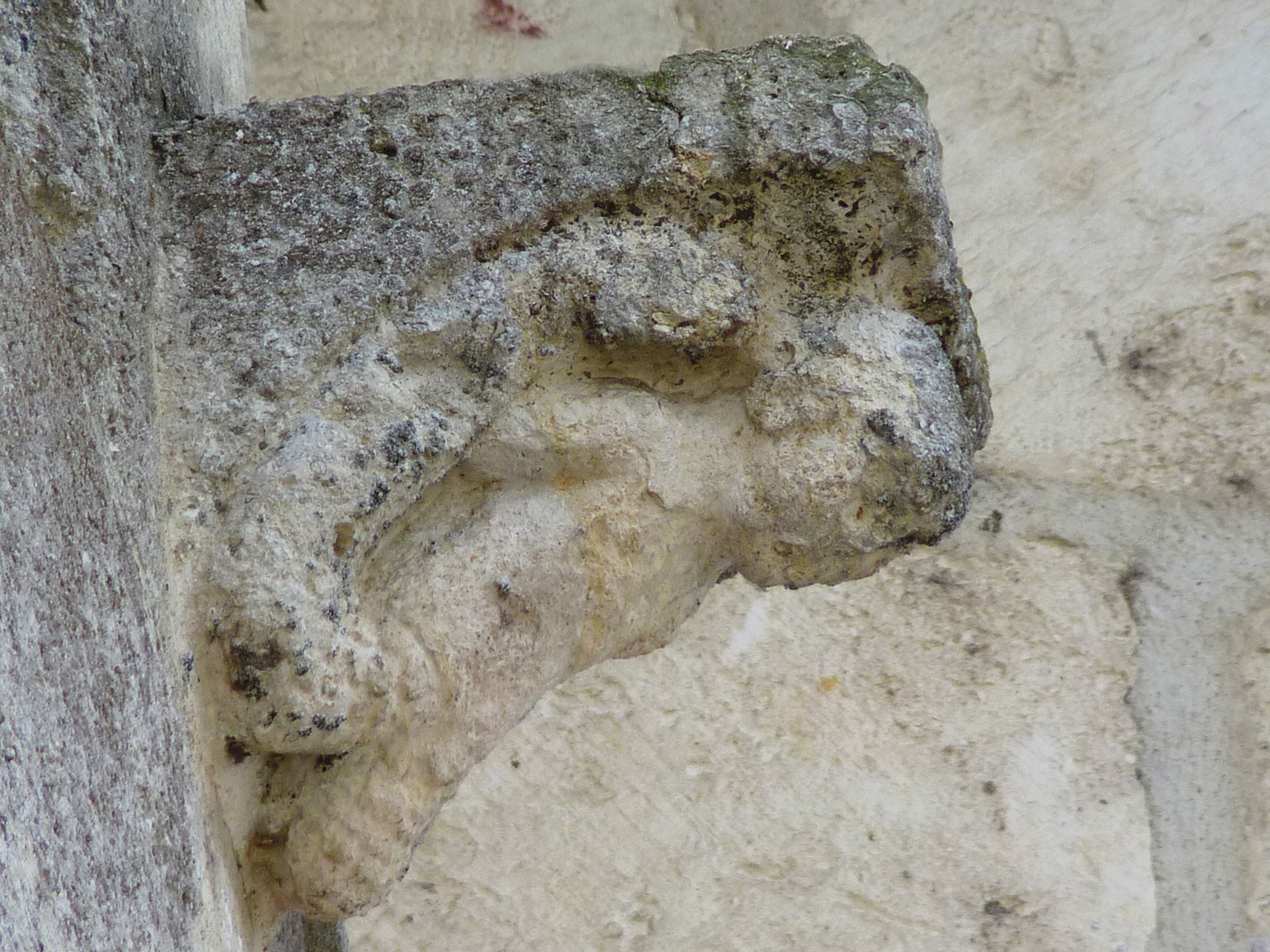
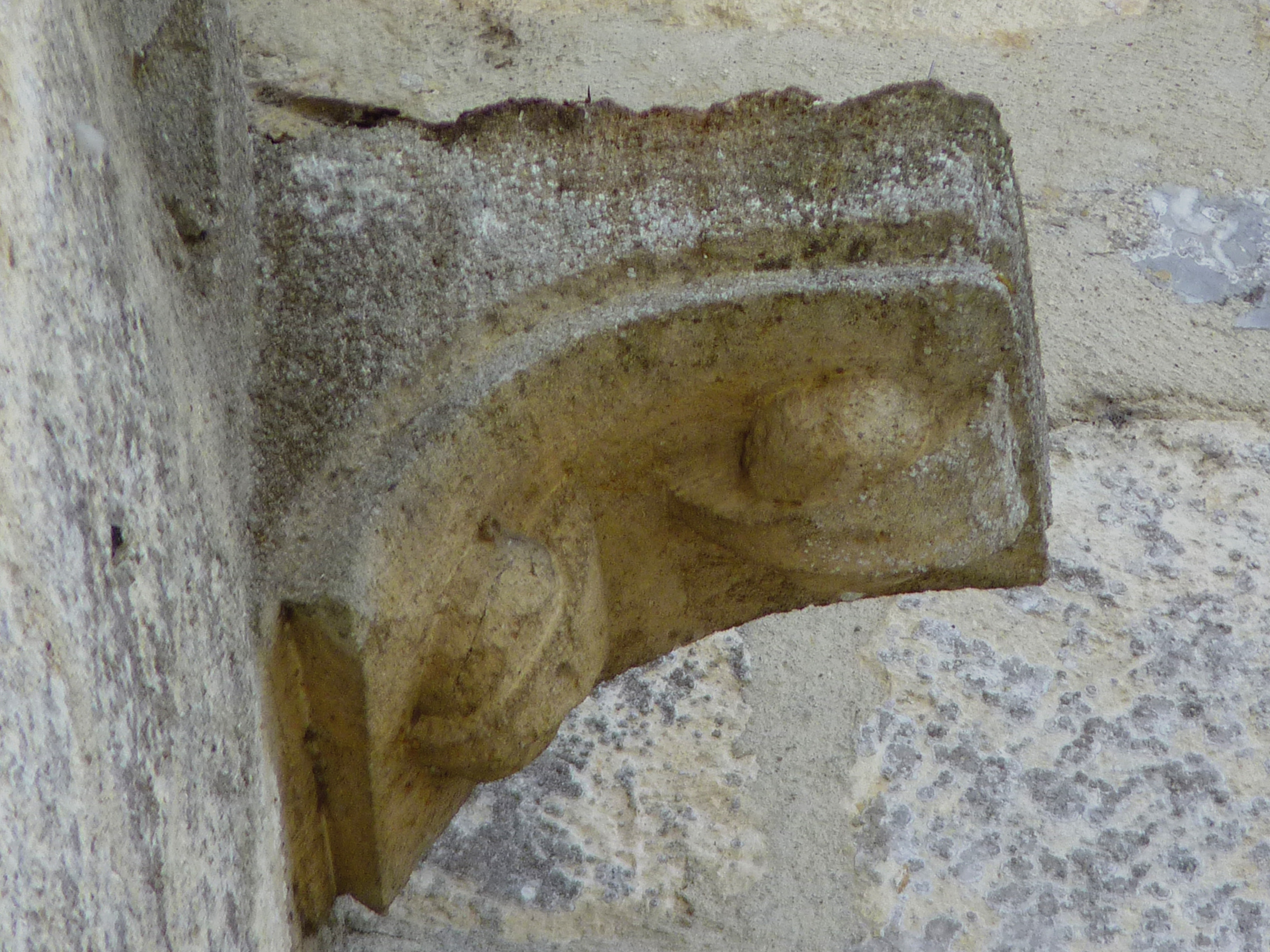

Ces modillons aux motifs variés se répartissent de part et d’autre des deux contreforts. Au-dessous, trois fenêtres en arc de plein cintre sont ornées d’archivoltes, de colonnettes, de chapiteaux et de tailloirs qui se prolongent par un bandeau du mur.  Les archivoltes sont composées de trois voussures. La première fait apparaître un tore et les deux autres, les éléments qui ont été repris au-dessus : le cerclage clouté qui est bien un élément roman et le motif étoilé qui sera réutilisé avec les modillons. Les chapiteaux présentent un décor feuillagé. La base des fenêtres est soulignée par un larmier à billettes qui court sur tout le pourtour de l'hémicycle. Les deux murs extérieurs des absidioles sont pourvus d’arbalétrières.
- L’abside
- Une fenêtre
- Un chapiteau

À l’intérieur, l’abside centrale et les deux absidioles présentent des voûtes en cul de four et un appareil régulier. L'abside dispose de cinq fenêtres dont deux fenêtres qui s'ouvrent directement dans la voûte des absidioles.
Les absidioles, semi-circulaires à l’intérieur, ont pour originalité d’être prises dans un massif rectangulaire et donc de présenter une surface plane à l’extérieur. Selon Jean Cabanot, cette disposition est exceptionnelle dans les Landes et dans les Pyrénées-Atlantiques et elle est d'autant plus étonnante qu'elle est associée à une abside principale de type différent. Par ailleurs, la base de l’abside et des absidioles est animée par des niches de faible profondeur, de forme semi-circulaire, voûtées en cul-de-four. Ces éléments , empruntés à l’architecture romaine, sont insolites dans le Sud-Ouest.

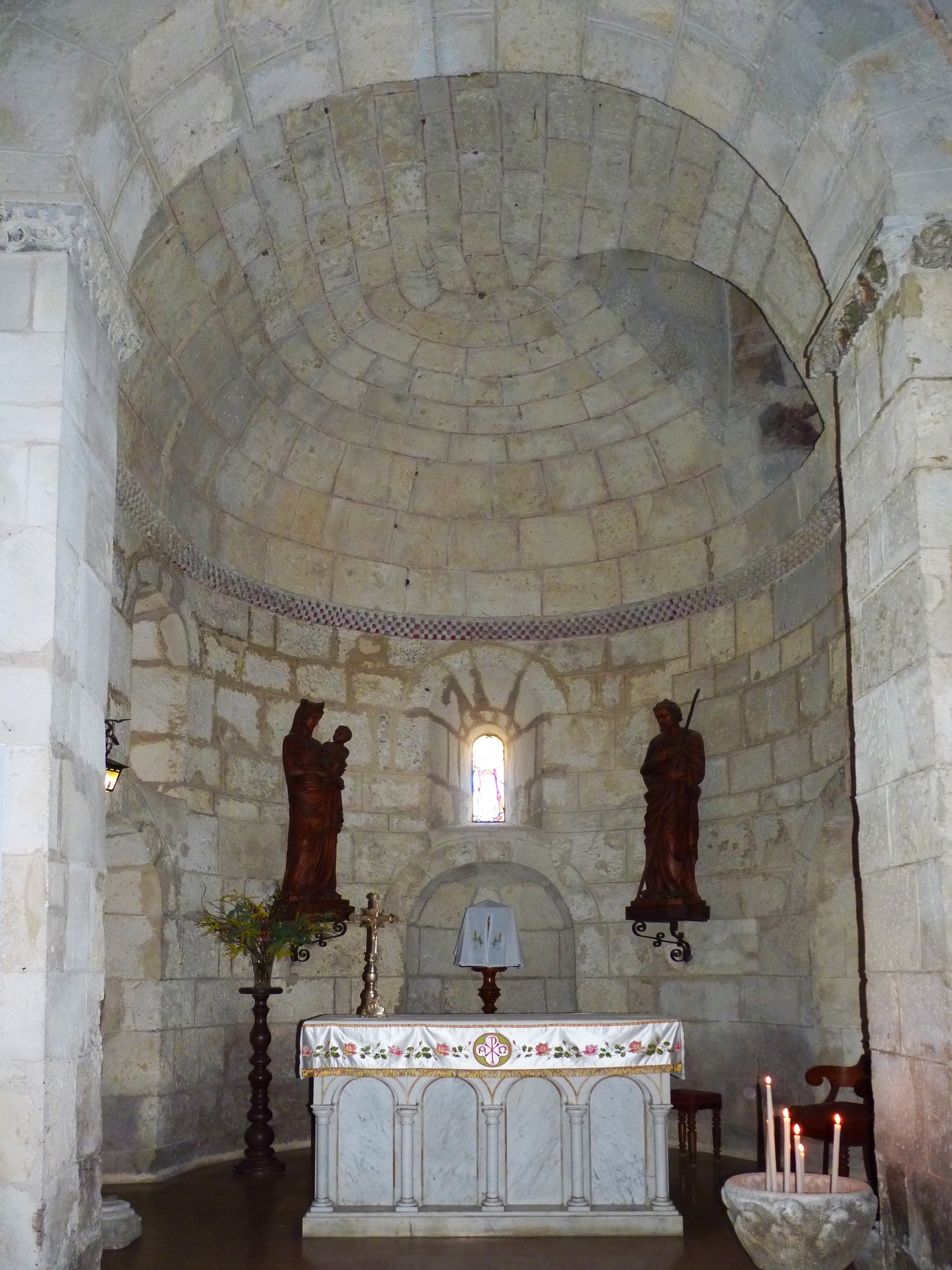
Absidiole de gauche

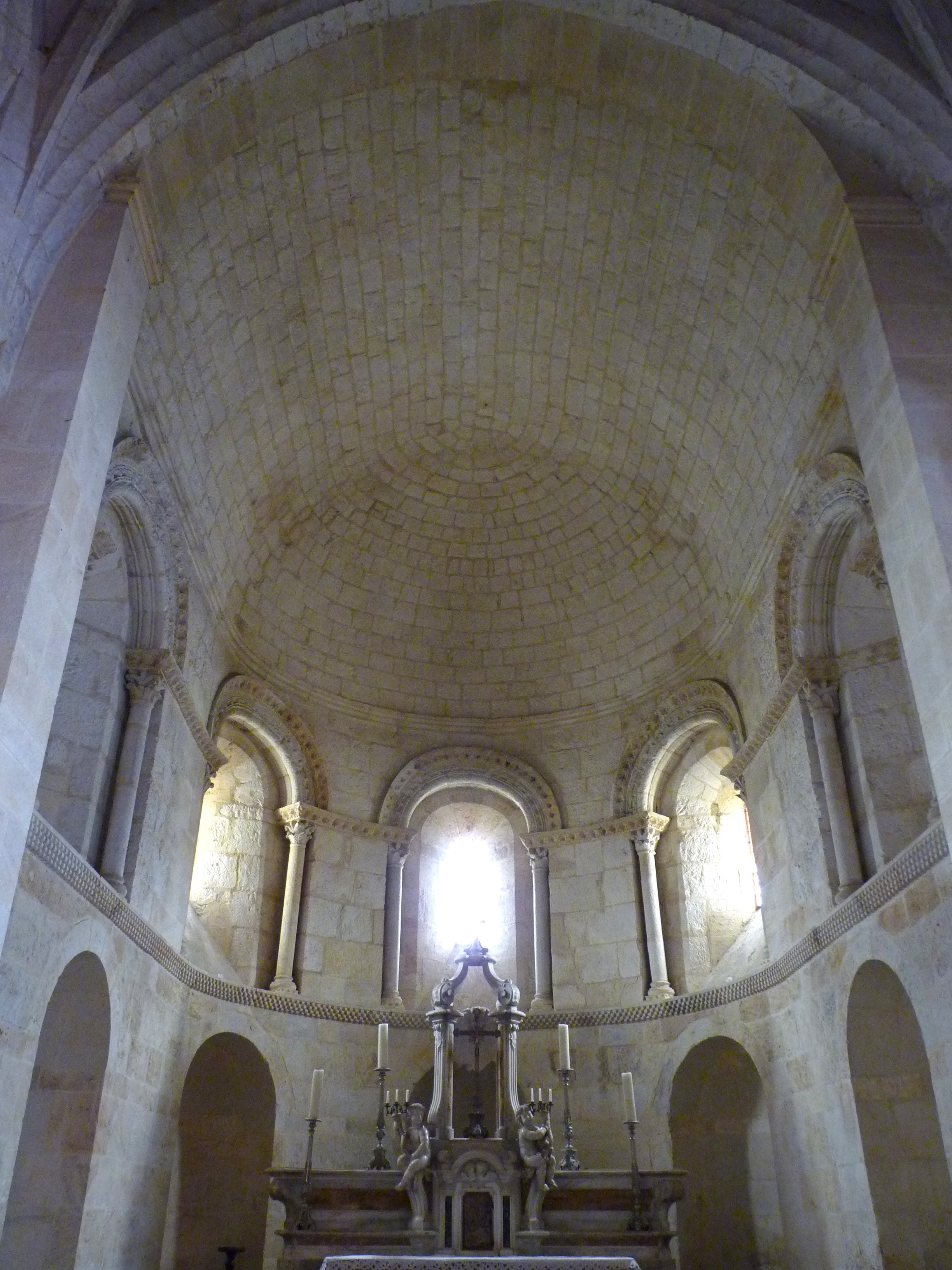
L’abside
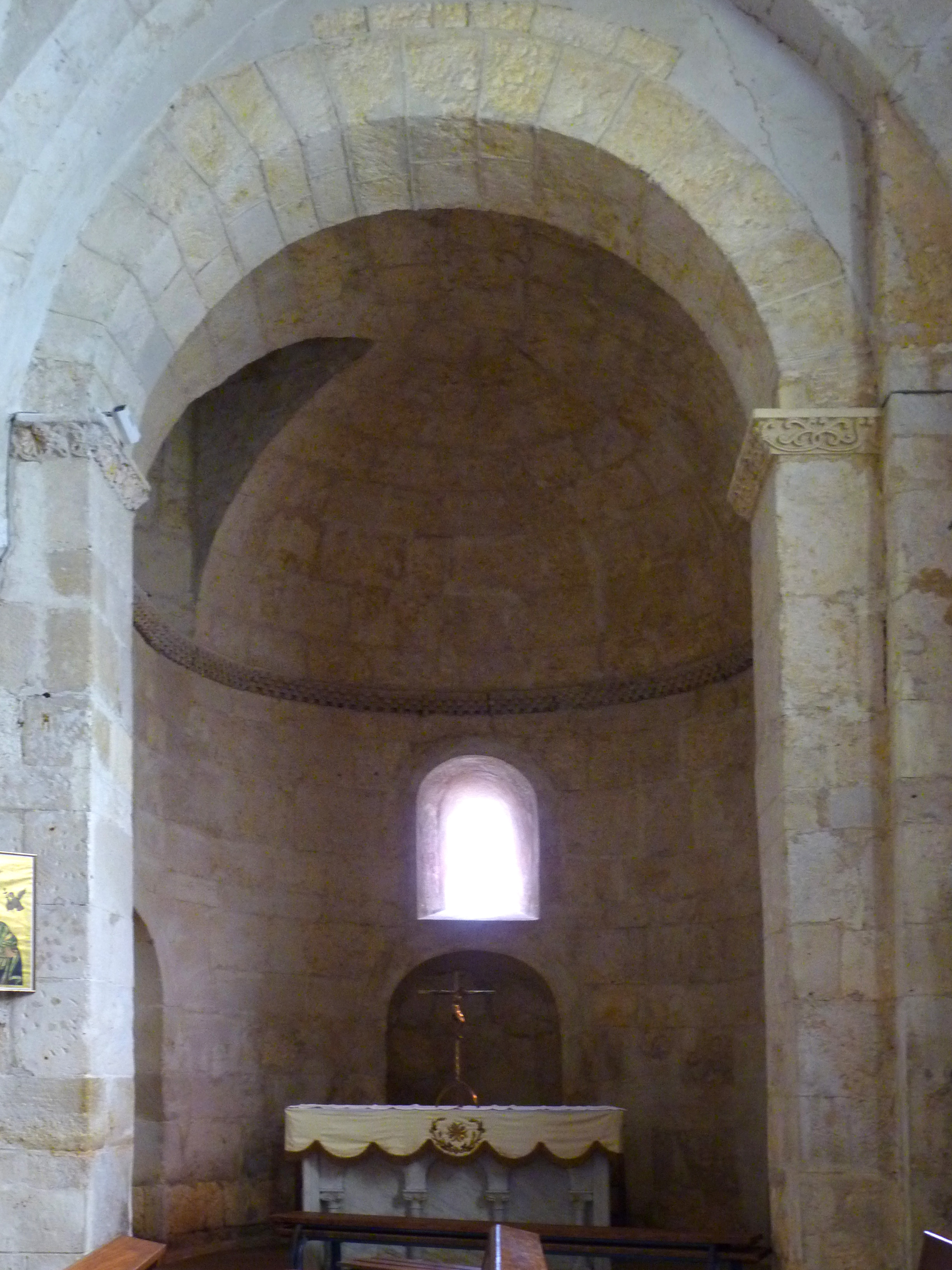
Absidiole de droite
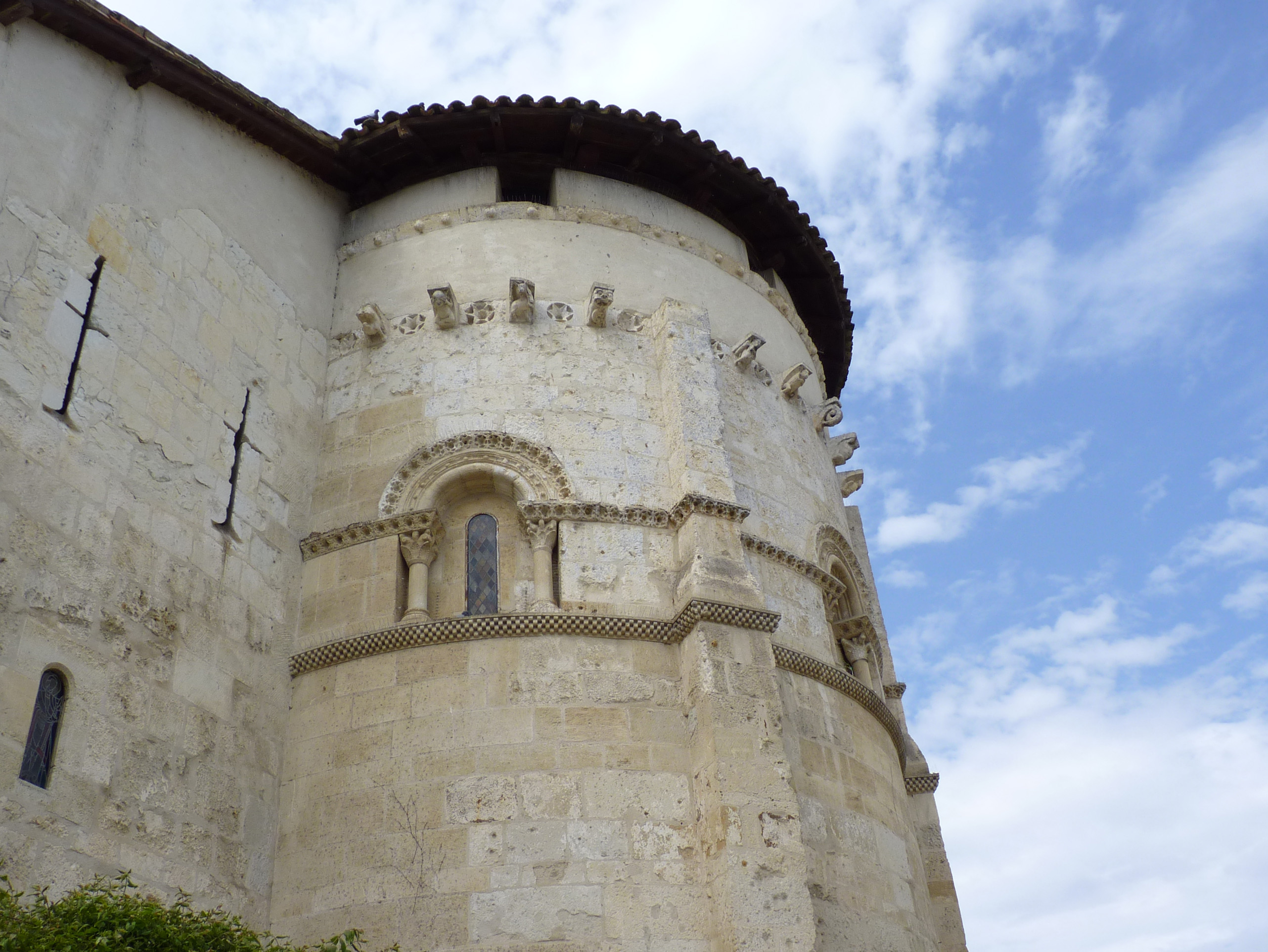
L’abside
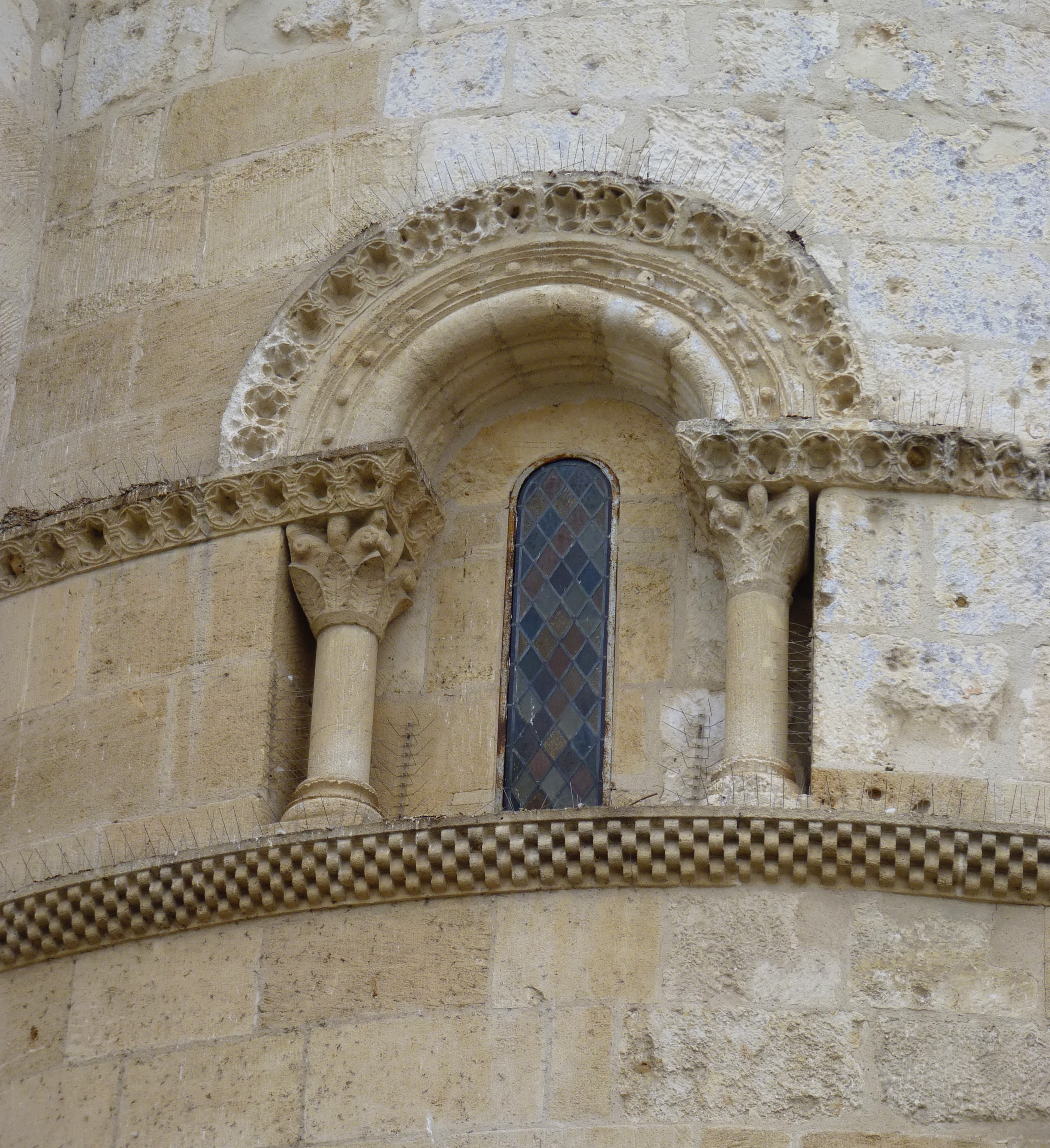
Une fenêtre
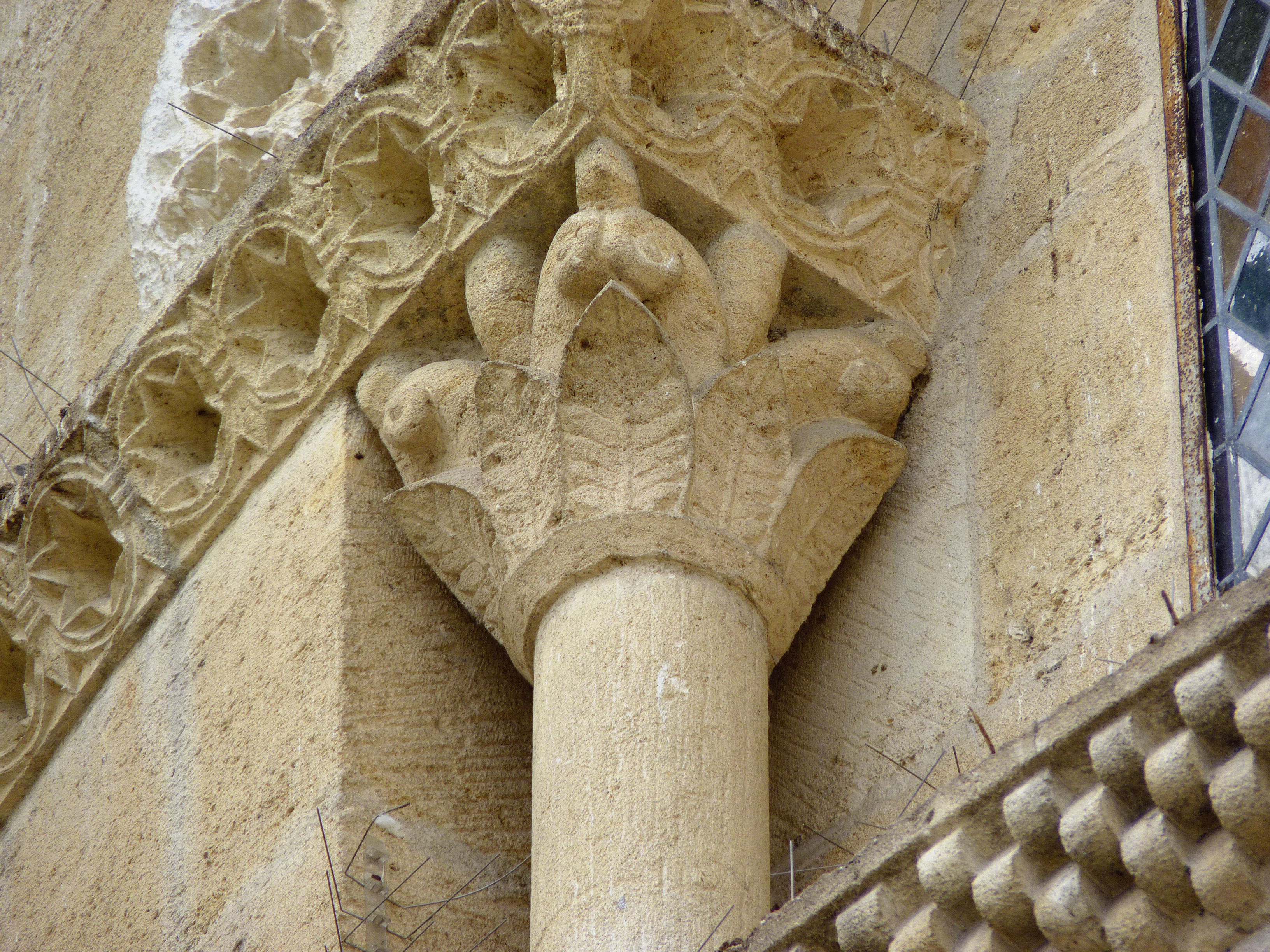
Un chapiteau

- Absidiole de droite

Ces sculptures ornent le devant de l'abside et des absidioles : 

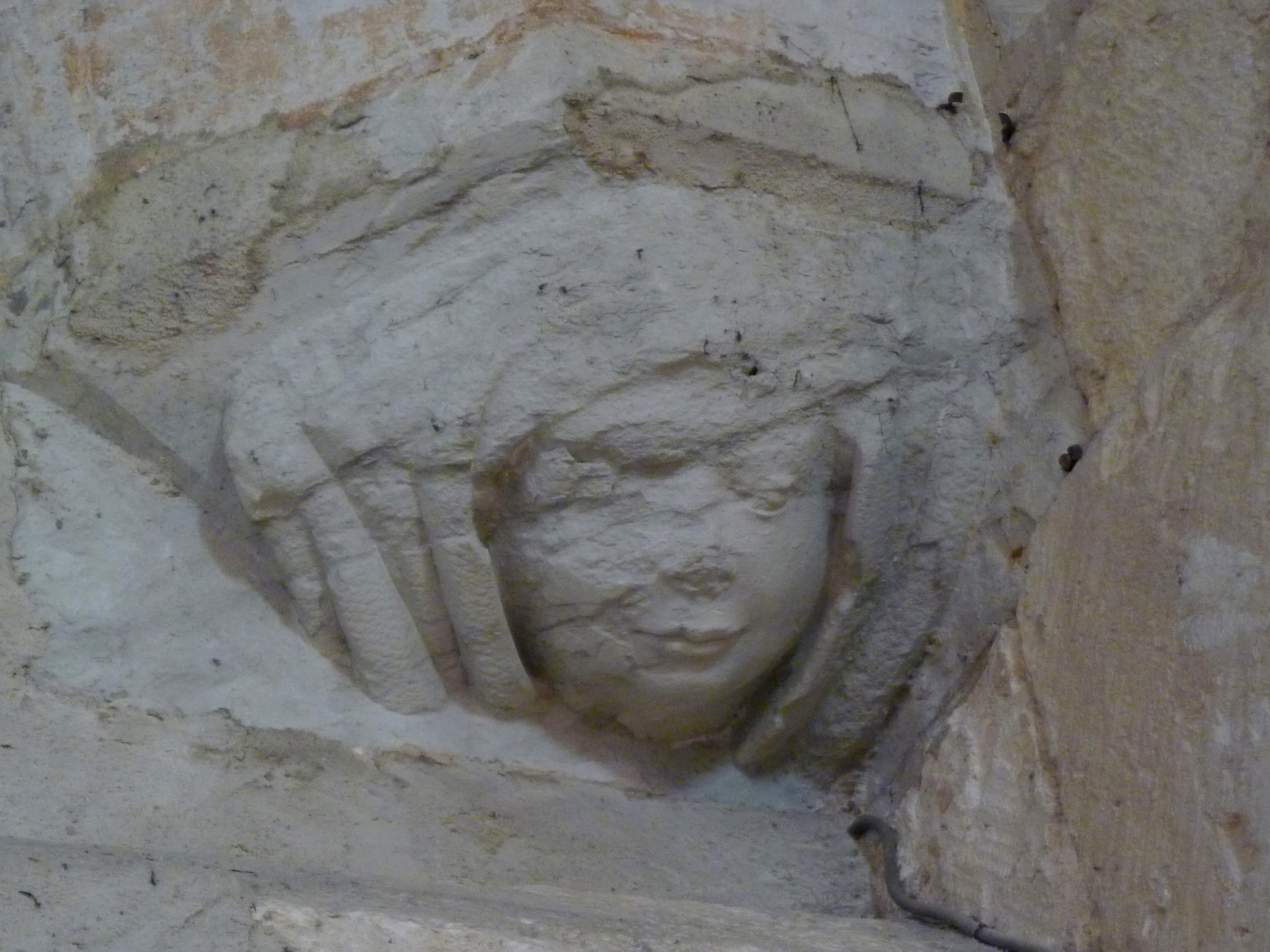
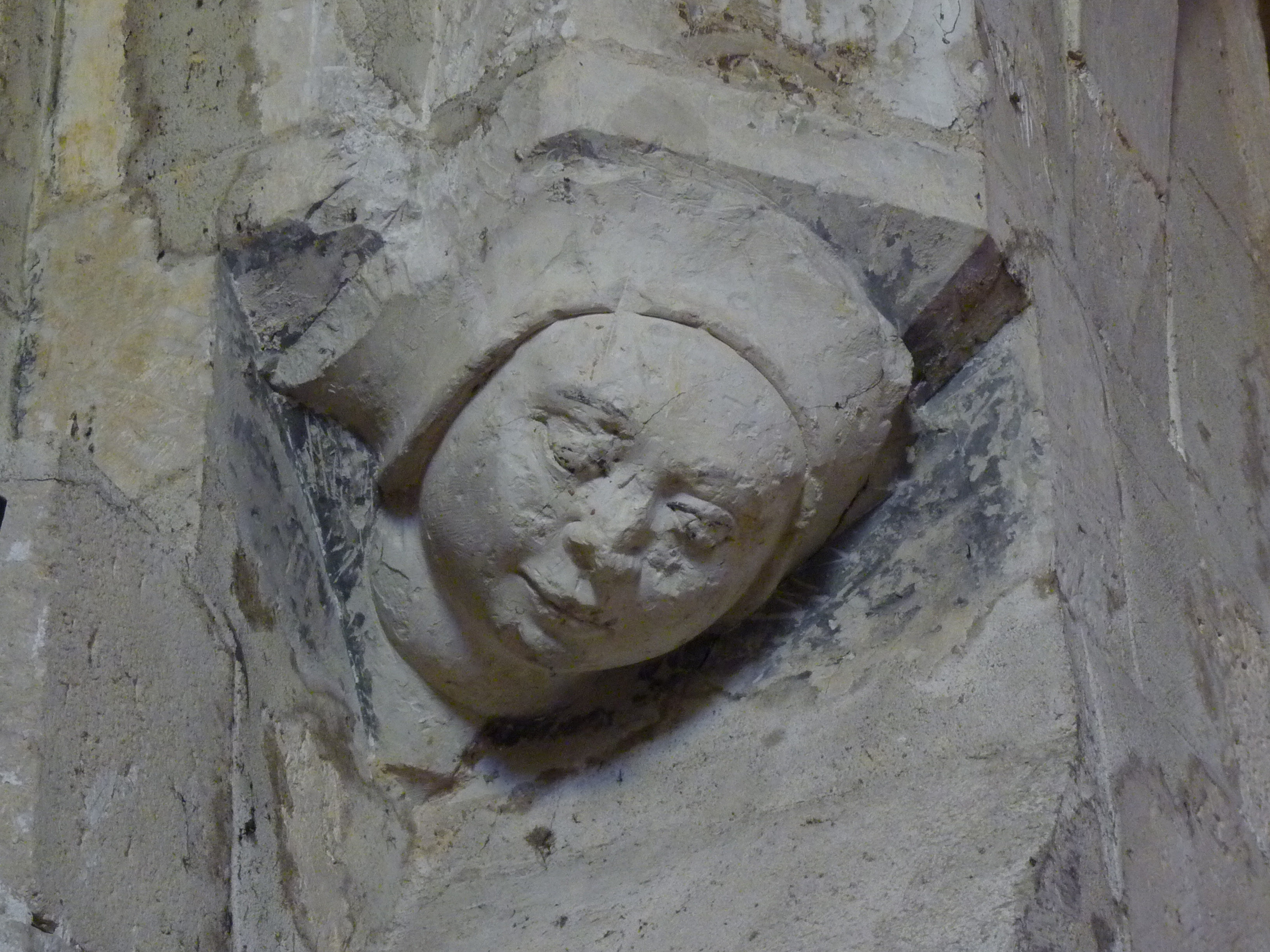
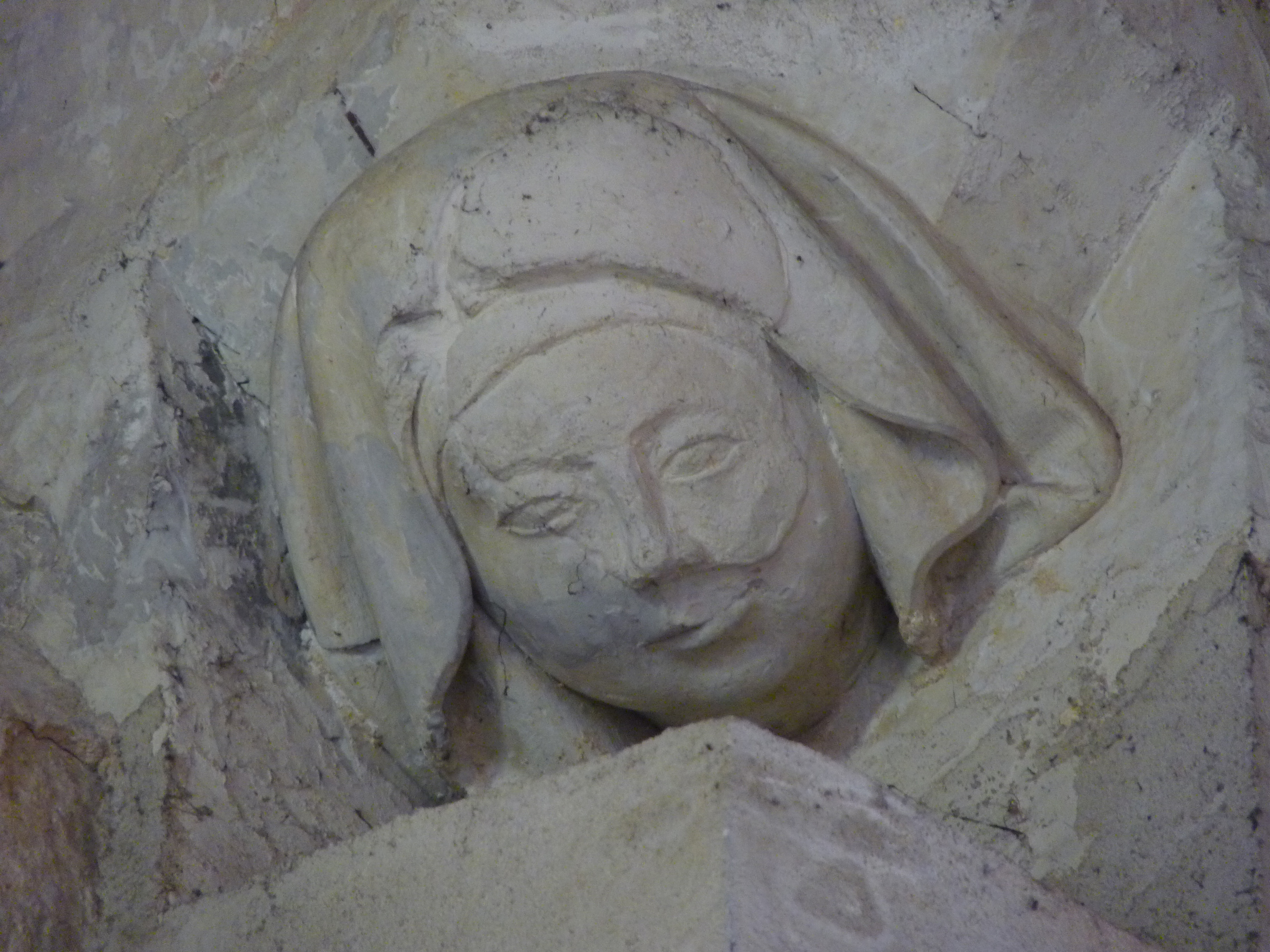
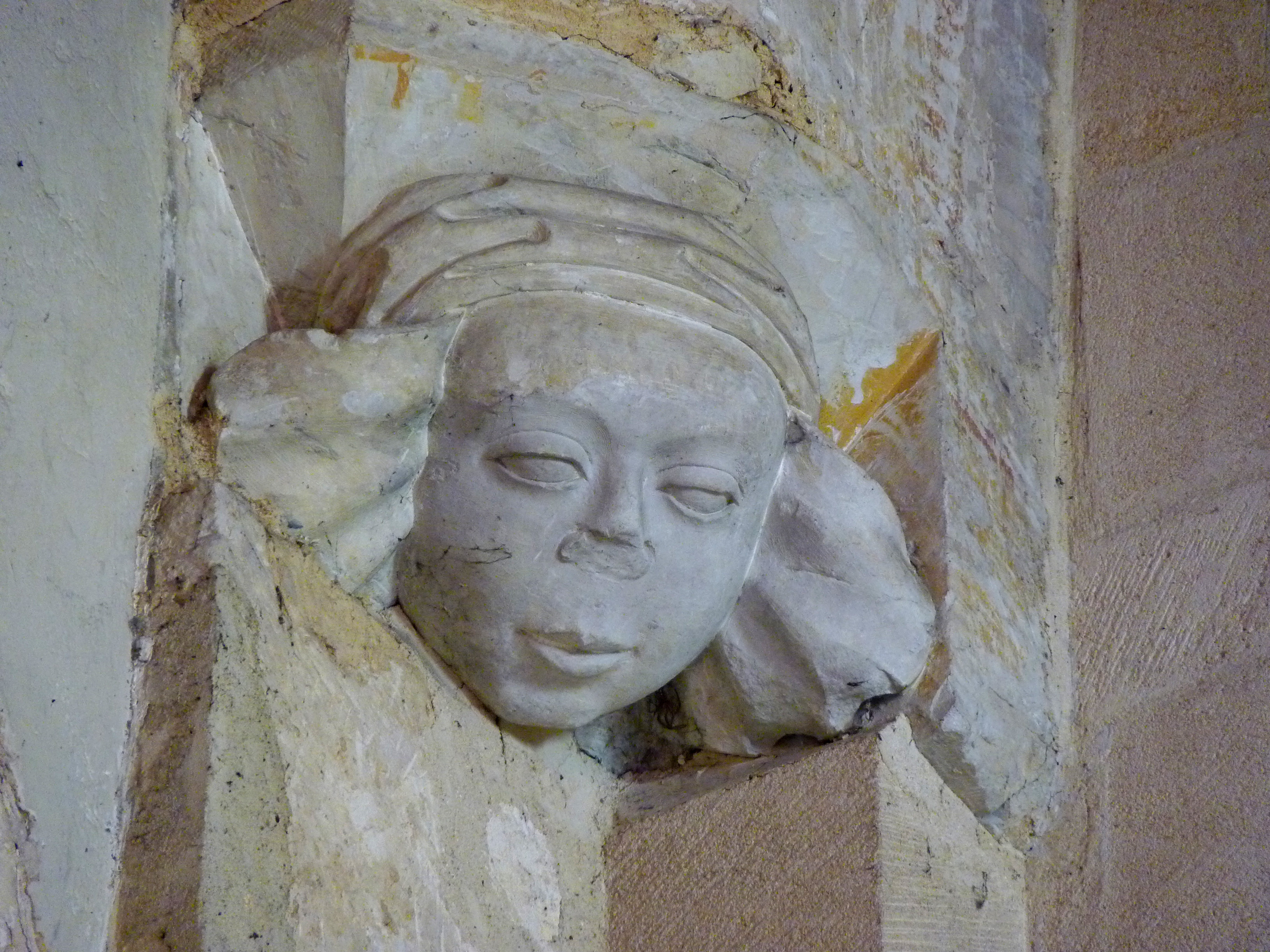
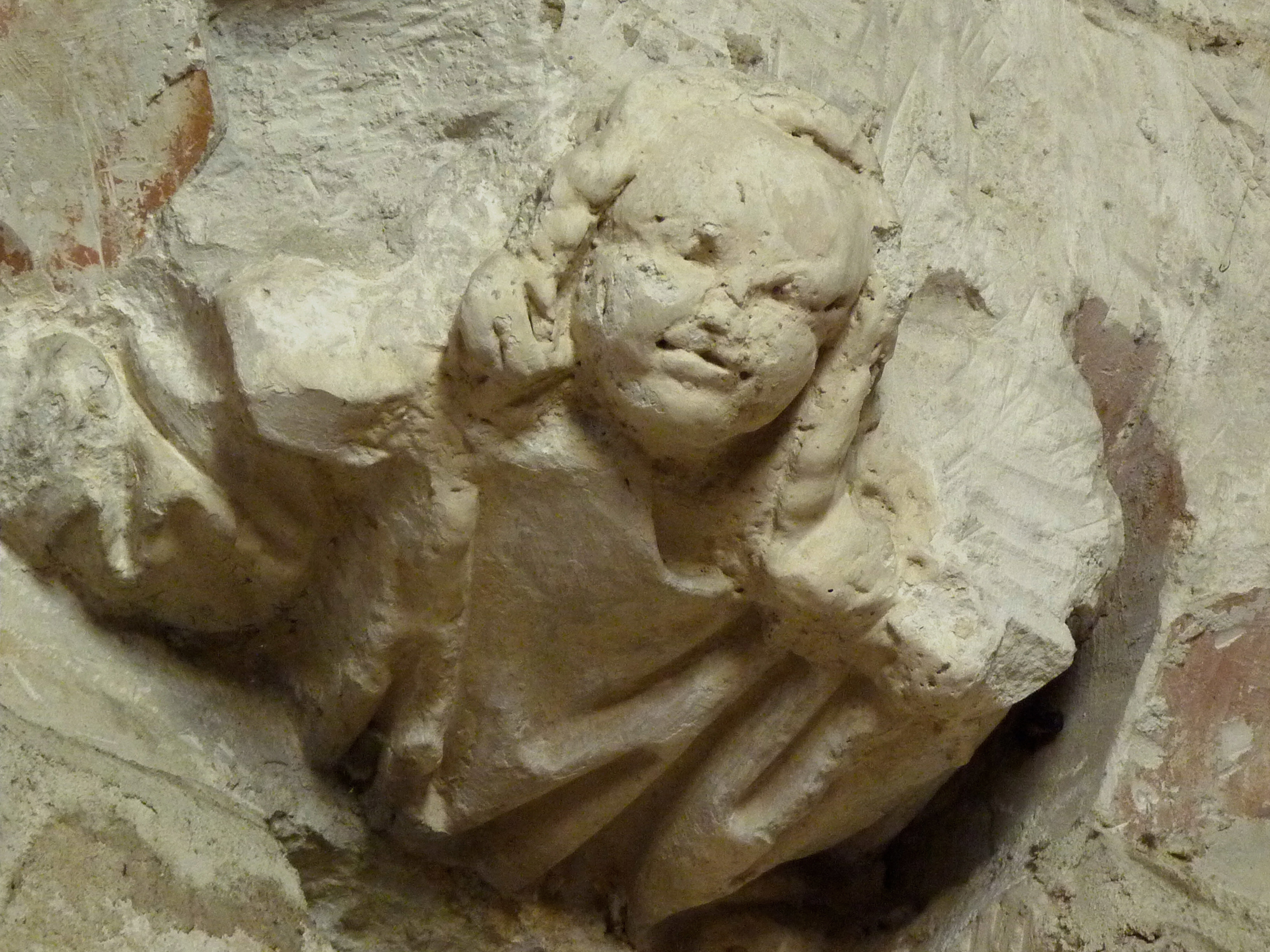
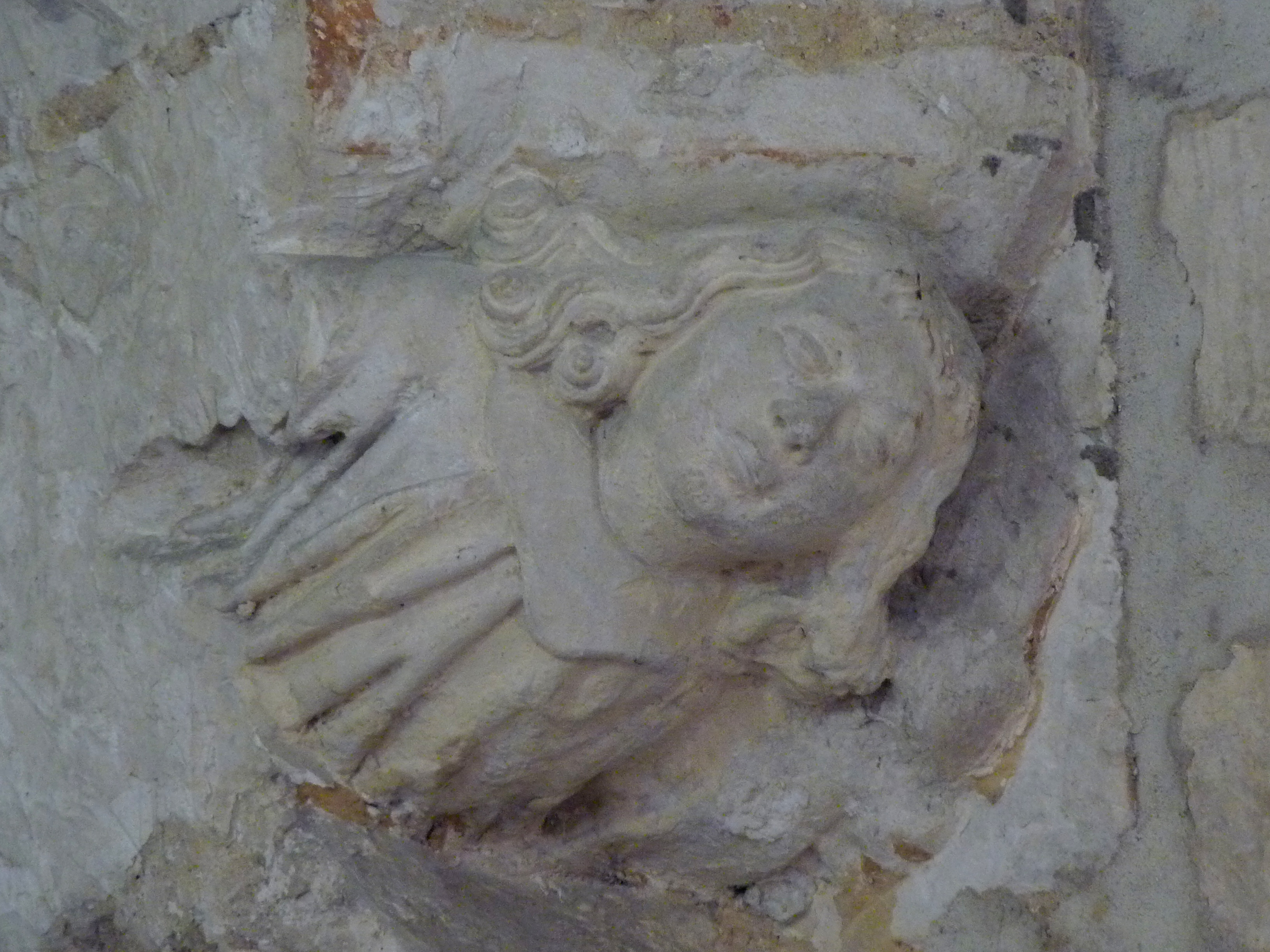

La nef gothique communique avec les collatéraux par de grandes arcades qui retombent sur de solides piles octogonales. Les six travées, y compris les deux plus récentes, sont couvertes d’une croisée d’ogive. À l’ouest, l’église présente un clocher en pierre travaillé. Il est couvert d'une flèche octogonale et de quatre petites tourelles bordées par une balustrade ciselée. Il est flanqué au sud d'une tourelle d'escalier couverte d’une terrasse crénelée.

## L'orgue
L’orgue de l’église Saint-Martin a été construit entre 1975 et 1977 par les facteurs Pesce de Pau. Il se compose d’un buffet moderne composé de deux corps comprenant un positif à trois tourelles et deux plates faces, grand-corps reprenant la même disposition. 64 tuyaux en étain sont placés en façade (35 pour le grand-corps - 29 pour le positif de dos). La transmission est mécanique. Il dispose de 3 claviers de 56 notes et un pédalier de 30 notes.
Les jeux se répartissent comme suit :
I : Positif de dos : Bourdon 8, Prestant 4, Nazard 2 2/3, Doublette 2, Tierce 1 3/5, Larigot 1 1/3, Cymbale III, Cromorne 8, Chalumeau 4
II : Grand Orgue : Bourdon 16, Montre 8, Bourdon 8, Flûte 8, Prestant 4, Doublette 2, Fourniture III, Cymbale II, Trompette 8, Clairon 4
III : Récit : Salicional 8, Unda Maris 8, Flûte à cheminée 8, Flûte à cheminée 4, Nazard 2 2/3, Gemshorn 2, Tierce 1 3/5, Fourniture III, Trompette 8, Basson-Hautbois 8
Pédale : Flûte 16, Bourdon 16, Flûte 8, Flûte 4, Cor de nuit 2, Bombarde 16, Trompette 8, Clairon 4

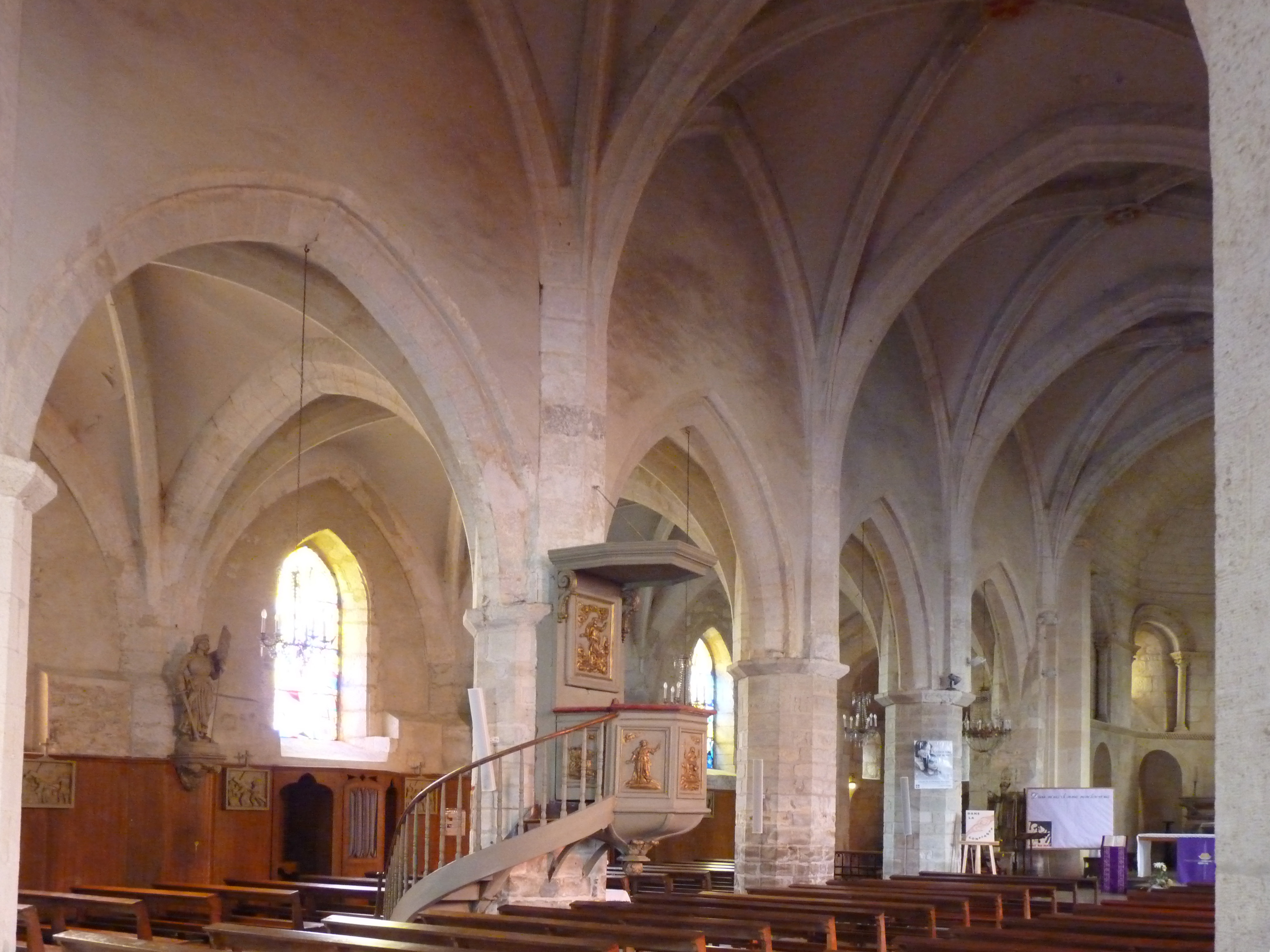
Vue transversale
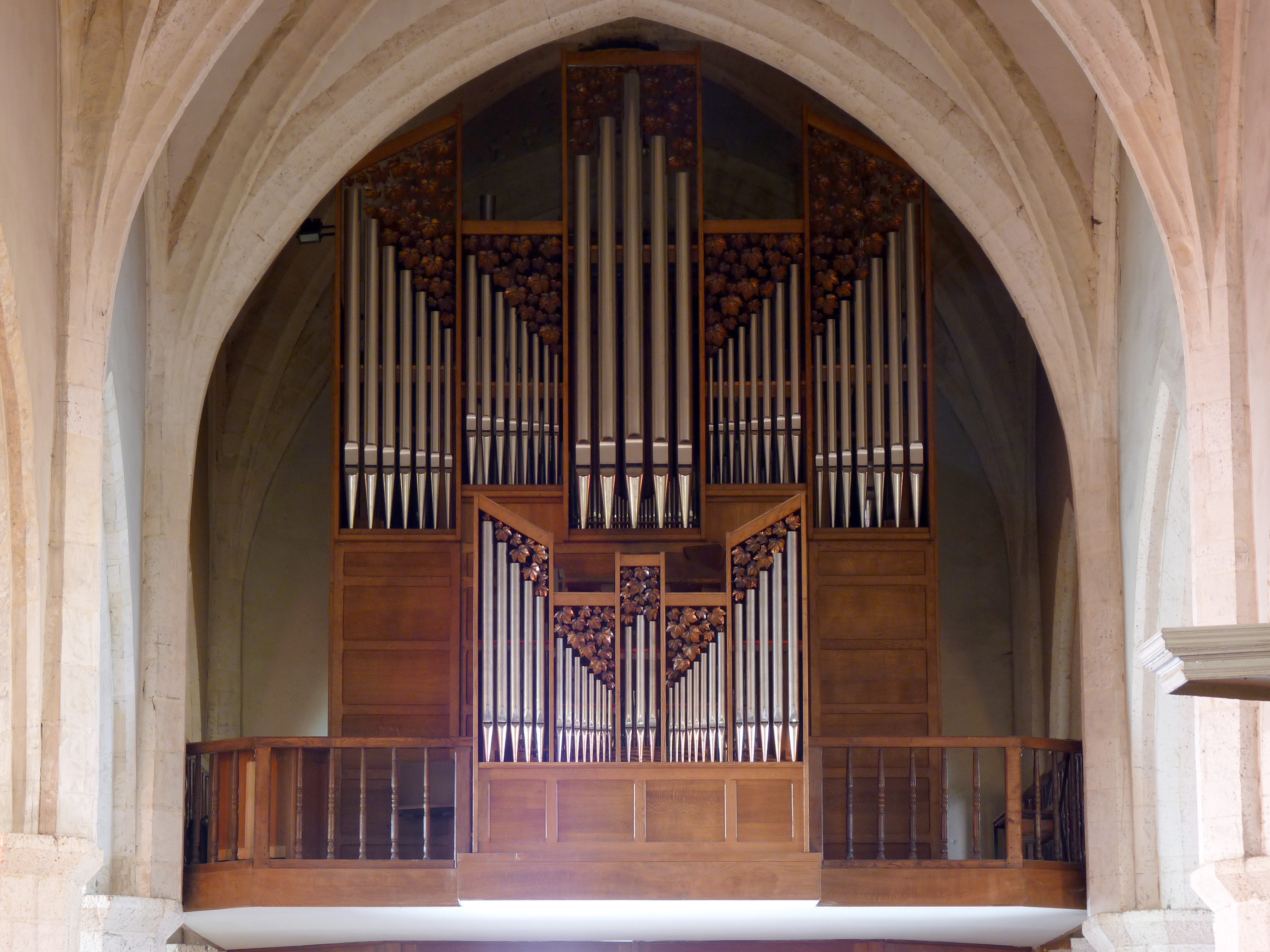
L’orgue
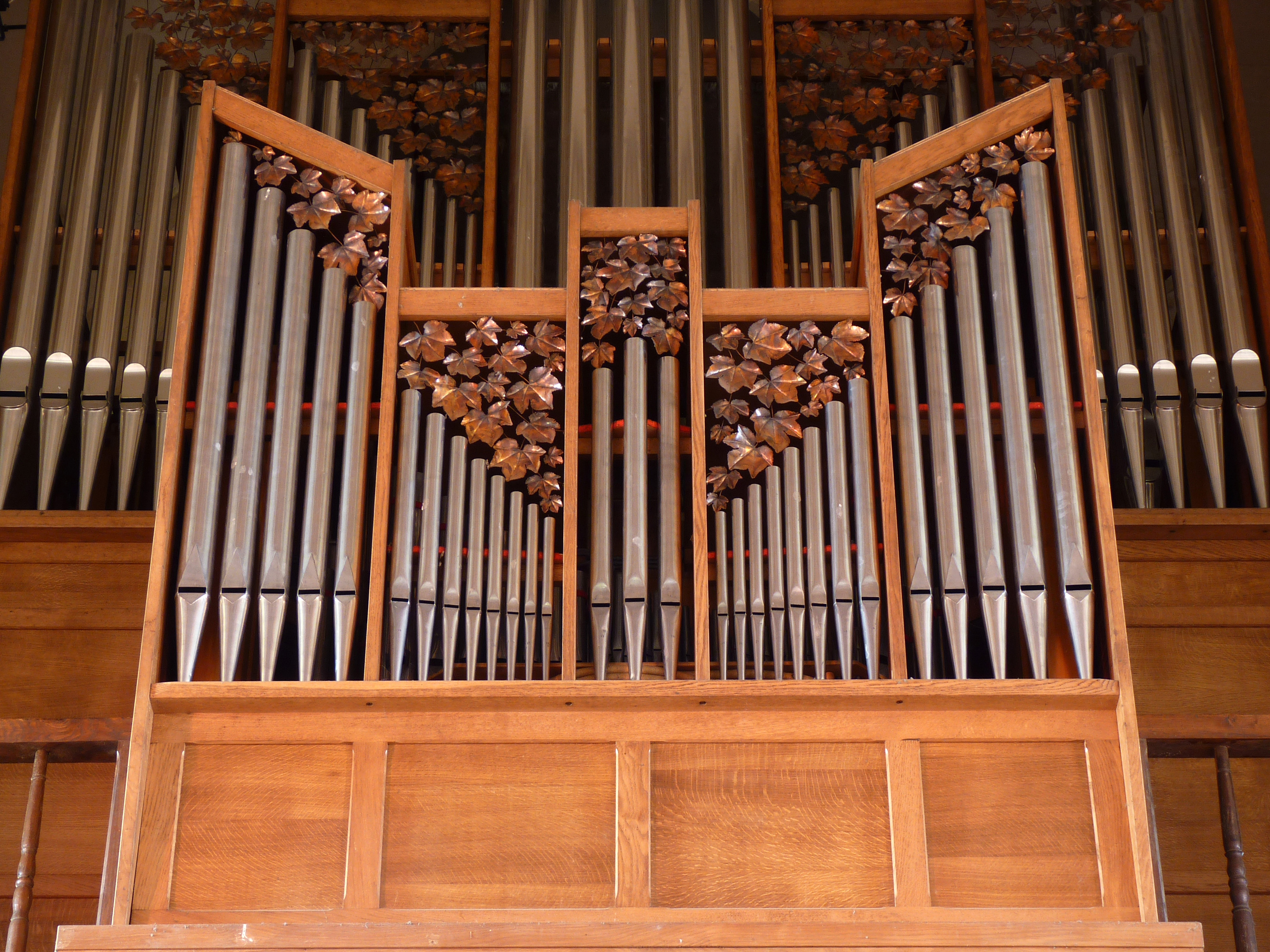
Le positif de dos